# Dümmer
Der Dümmer, auf amtlichen Wegweisern auch als Dümmer See bezeichnet, ist ein 12,4 km² großer und bis zu 1,4 m tiefer See im Westen des norddeutschen Tieflandes im niedersächsischen Landkreis Diepholz (Deutschland). Er liegt im Dreieck zwischen dem Flecken Lemförde sowie den Städten Damme und Diepholz und wird von der Hunte durchflossen.

## Etymologie
Im Jahr 965 wurde das Wort „diummeri“ erstmals urkundlich erwähnt. Vermutlich ist der Name „Dümmer“ aus den Bestandteilen „dummerig“ und „Meer“ zusammengesetzt. In Nordwestdeutschland ist „Meer“ die Bezeichnung für ein stilles Gewässer, aus und neben dem sich Moore bilden (vgl. auch die großen niedersächsischen Seen „Steinhuder Meer“ und „Zwischenahner Meer“); „dummerig“ bedeutet, auf Ackerland bezogen, im Westfälischen „feucht“ und „schattig“.
Dann wäre die Bezeichnung „Dümmer See“ logisch falsch, weil es transkribiert bedeutete „feuchter See See“.
Möglicherweise besteht auch eine Beziehung zwischen dem Wort Dümmer und dem südniederländischen Wort „doom“ („Dampf“, „Nebel“).

„Der Dümmersee: Diummeri … zu westfälisch dumm, feucht, dumpfig (von Land), norwegisch dumma, Unklarheit in der Luft, Nebelecke. Der zweite Teil ist meri, der Landsee.“

## Geographie

### Lage
Der Dümmer liegt in der Dümmer-Geestniederung auf 37,1 m ü. NHN. Nach Westen steigt die Landschaft zu den 146 m hohen Dammer Bergen an, nach Südosten zum Stemweder Berg (181,4 m), und nach Nordosten leitet sie zum Kellenberg (77 m) über. Neben diesen drei Höhenzügen ist der See einer der Hauptlandschaftsteile im Naturpark Dümmer, in dessen südlicher Mitte er sich ausbreitet. Durchflossen wird er von der Hunte, die im Südwesten ein- und im Norden ausfließt.
Die Wasserfläche des Sees gehört vollständig zum Landkreis Diepholz, aber an seinem Westufer reicht der Landkreis Vechta bis ins Deichvorland. Im Nordwesten ist die Kreisgrenze nur wenige Meter von der Uferlinie entfernt. Im Südwesten neben der Hunte-Einmündung reicht ein Zipfel des Landkreises Osnabrück bis einen halben Kilometer vor dem See. Während der Kreis Diepholz seit 1585 (Grafschaft Diepholz) sowie 1582 (Grafschaft Hoya) zum Kurfürstentum Hannover gehörte, war das Gebiet des Kreises Vechta jahrhundertelang Territorialbesitz des Bistums Münster und kam erst mit dem Reichsdeputationshauptschluss von 1803 zu Oldenburg. Daher wird es zum Oldenburgischen Münsterland gerechnet.
Der Dümmer liegt im Dreieck zwischen den Flecken und Städten Lemförde im Südosten, Damme im Westen und Diepholz im Nordnordosten. Direkte Uferorte sind Hüde im Südosten und Lembruch im Nordosten; etwas entfernt vom Ufer liegt im Nordwesten der Dammer Ortsteil Dümmerlohausen. Um den Dümmer herum liegen Nieder- und Hochmoore der Diepholzer Moorniederung.

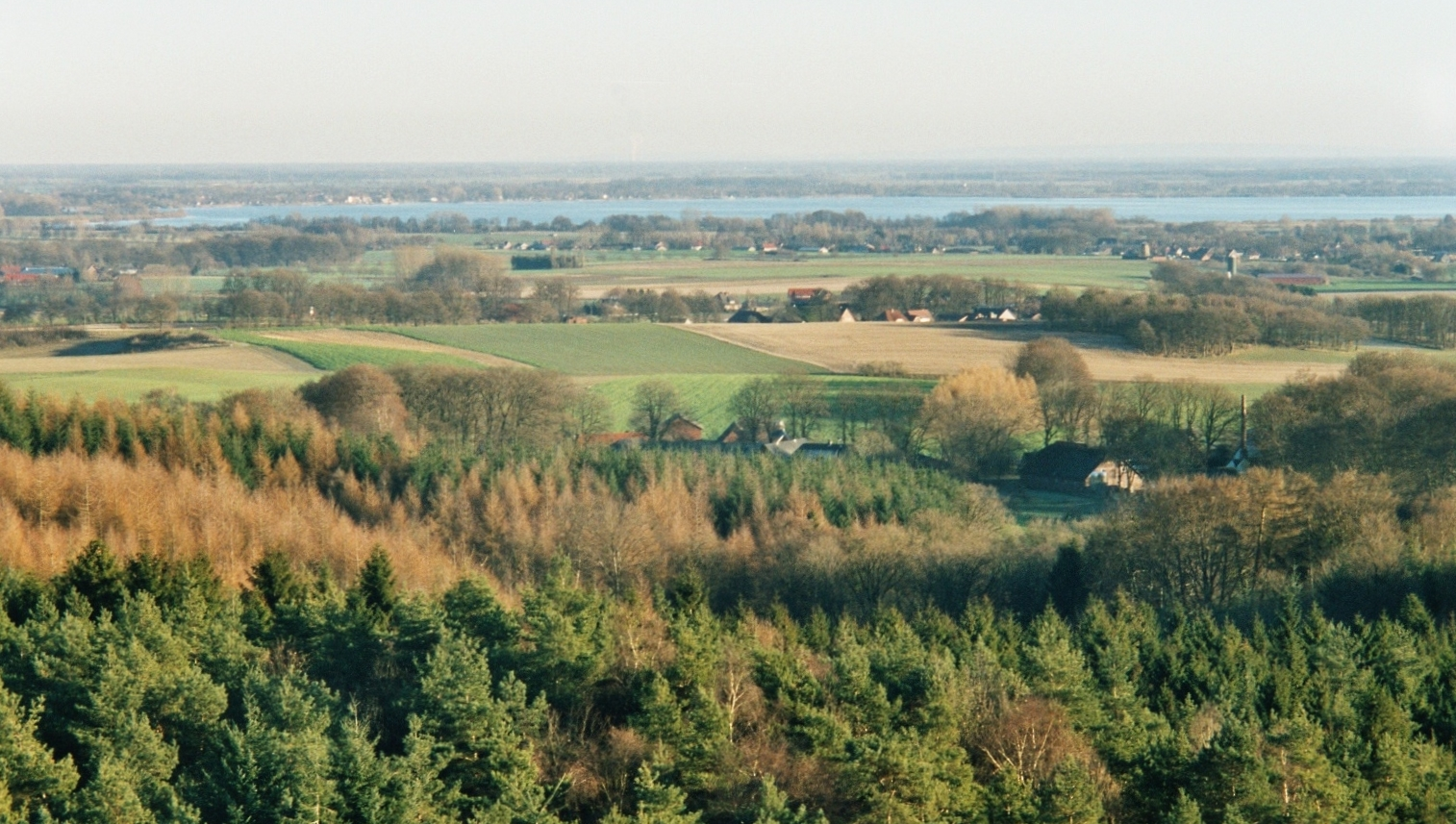
Blick vom Aussichtsturm auf dem Mordkuhlenberg in den Dammer Bergen ostsüdostwärts zum Dümmer
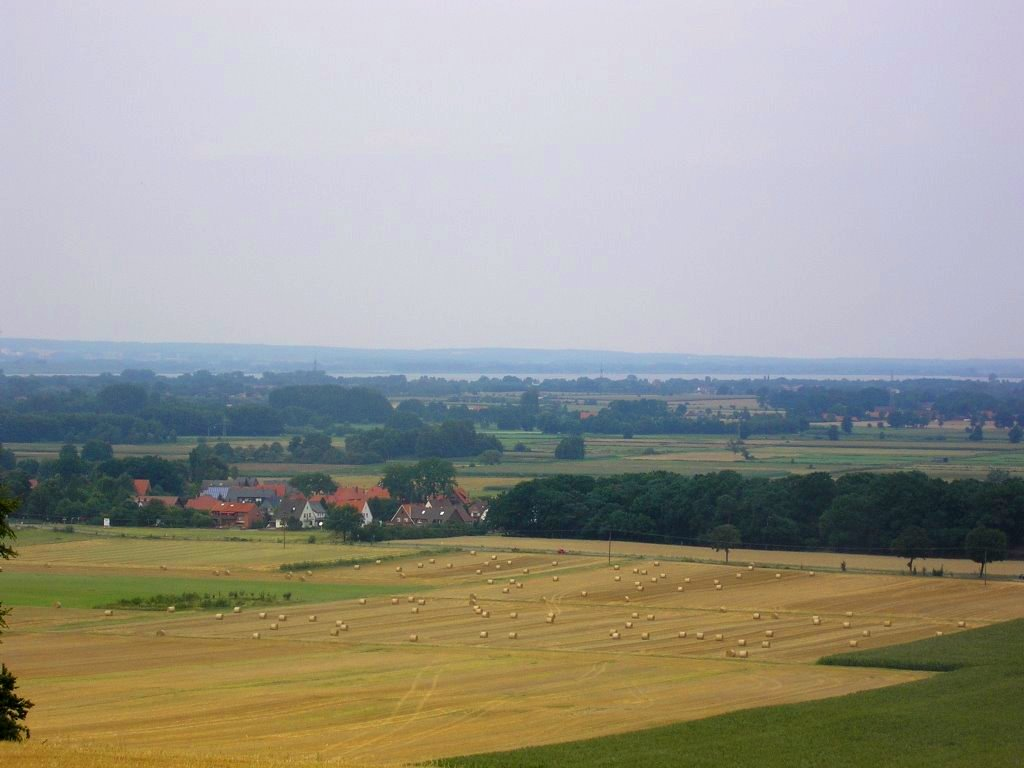
Blick vom Nordhang des Stemweder Berges nordwestwärts zum Dümmer
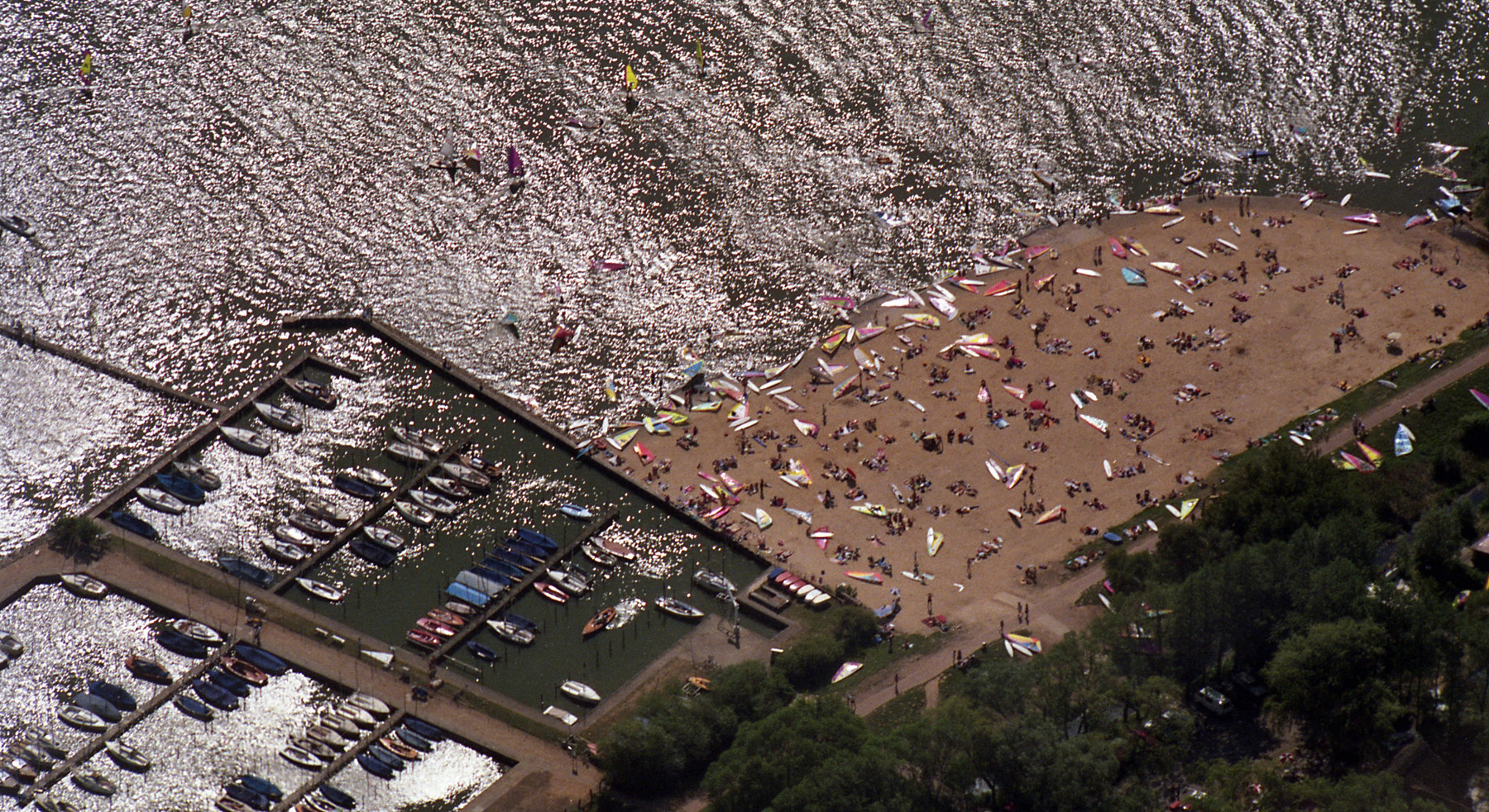
Luftbild mit Strand und Bootshafen bei Hüde (Ostufer) im Jahr 1989
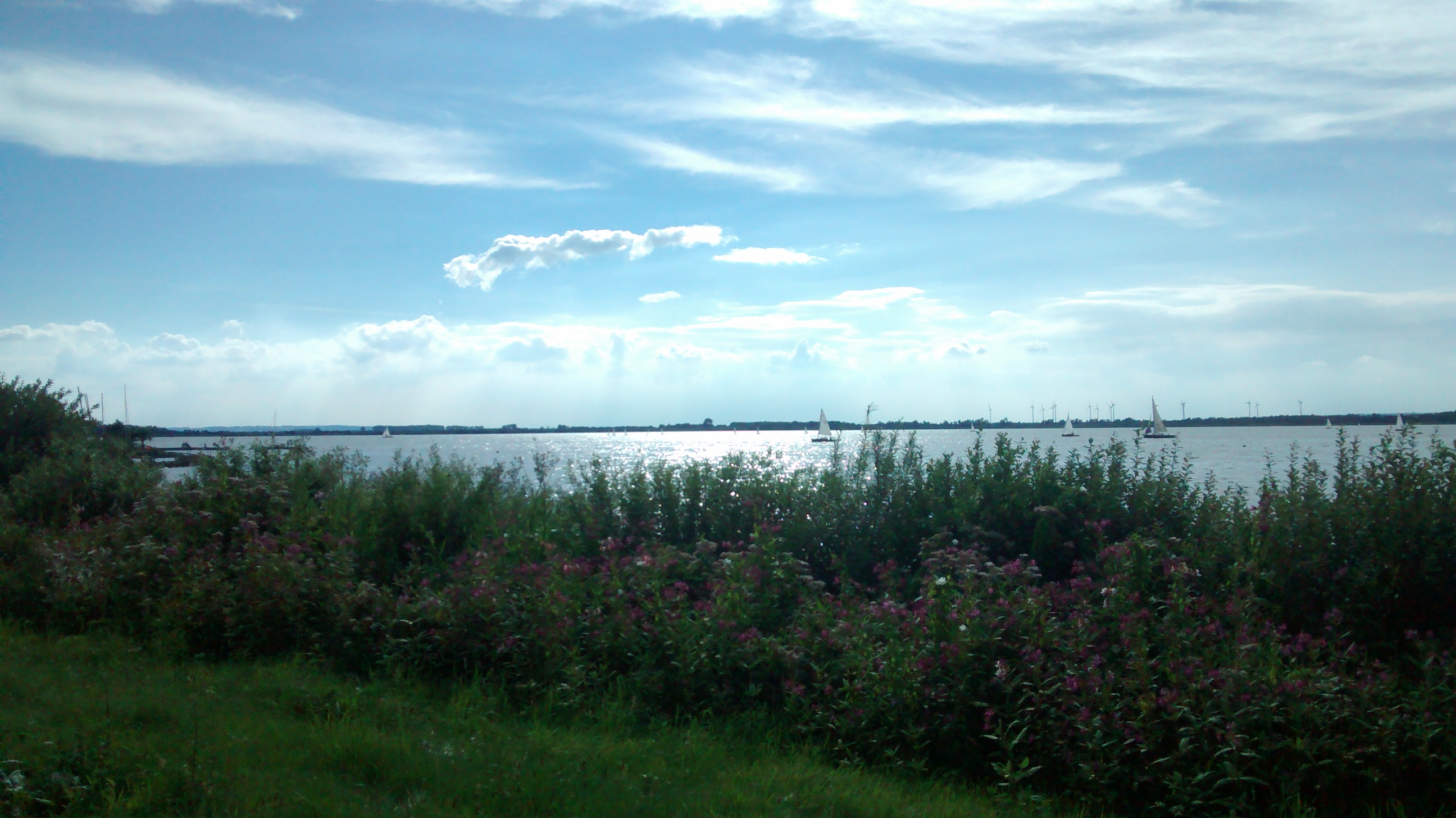
Uferböschung im Nordosten des Sees
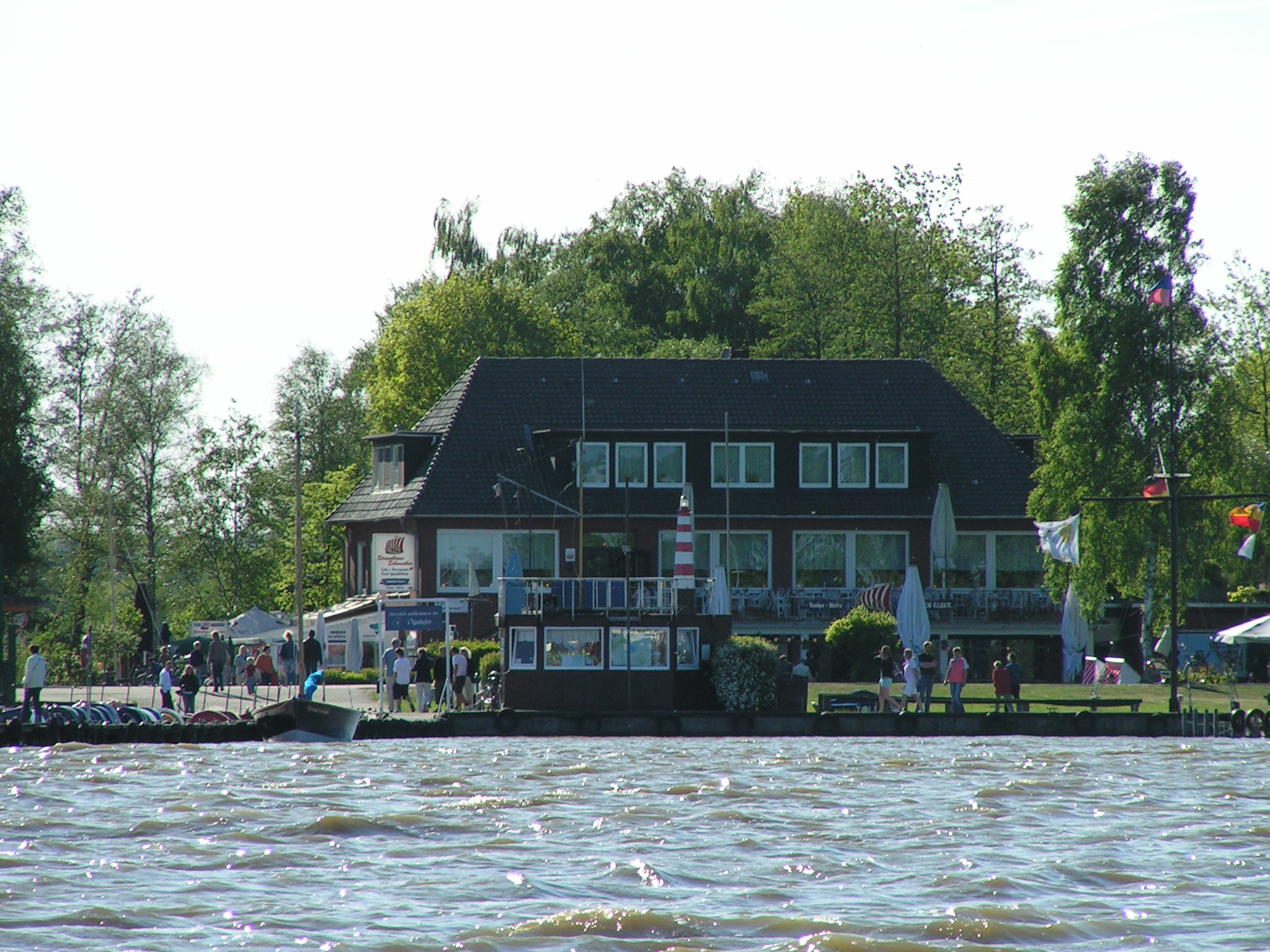
Westufer mit dem Olgahafen in Dümmerlohausen
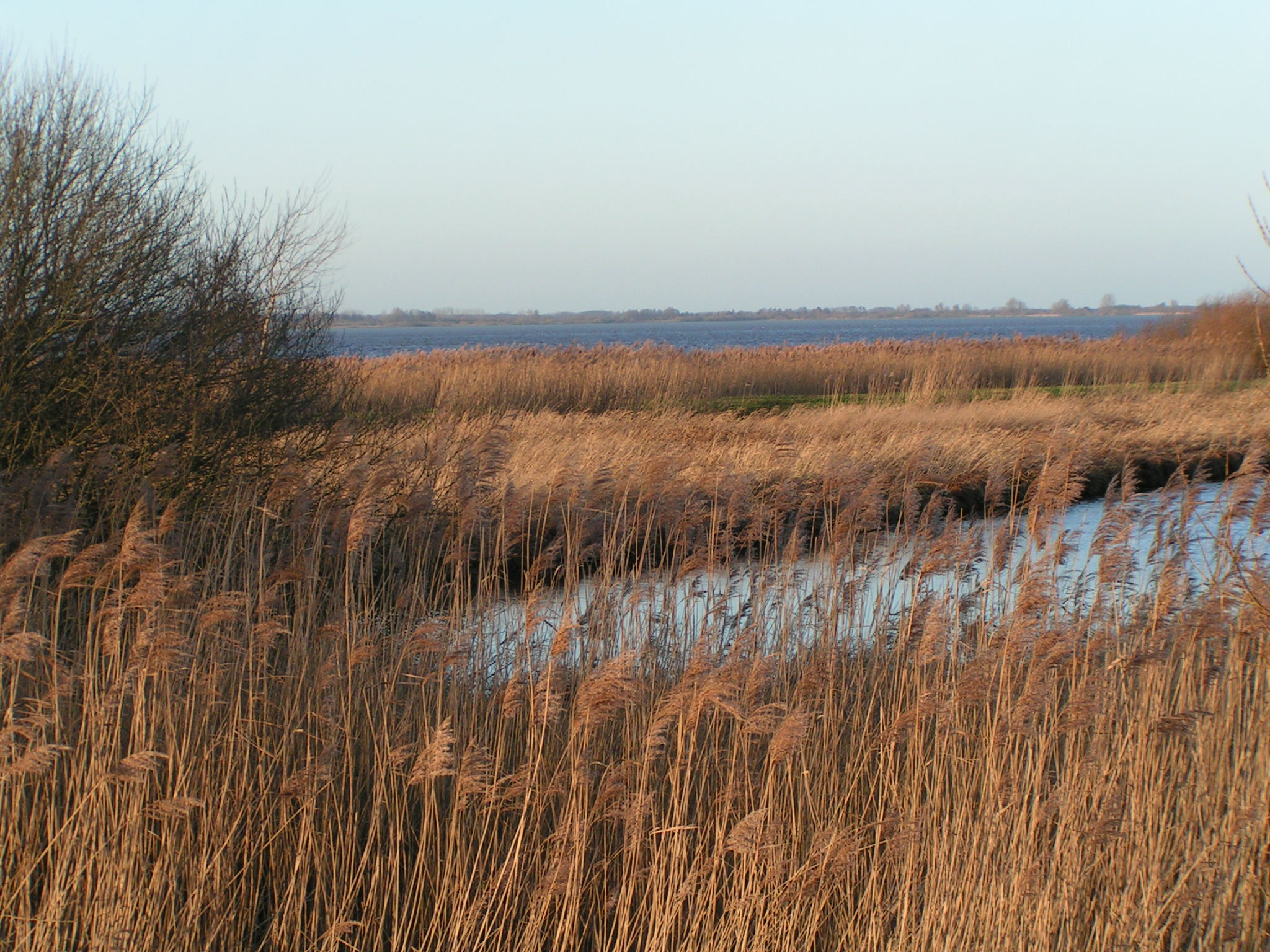
Unter Naturschutz stehendes Südufer
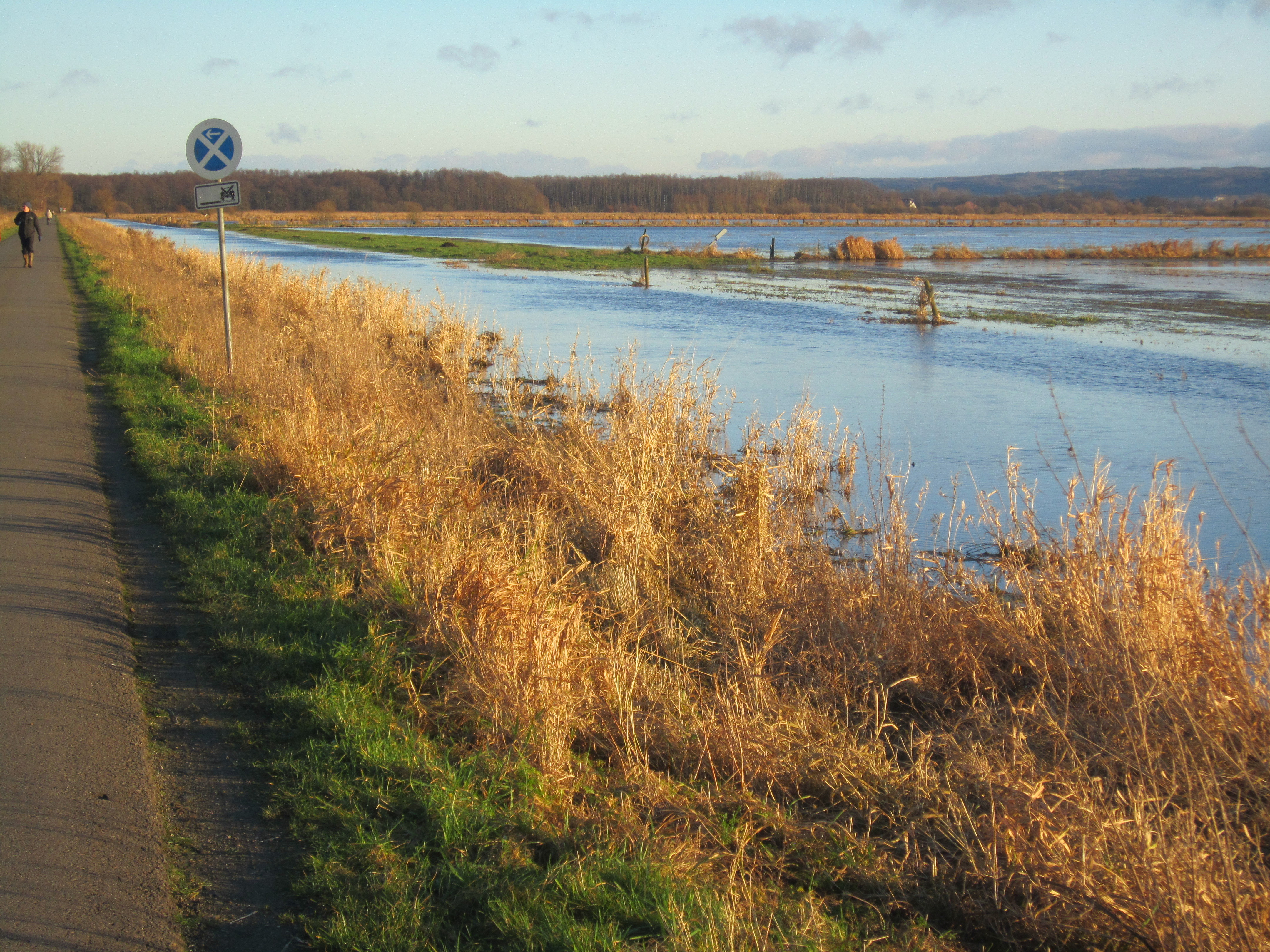
Ochsenmoor südlich der Dümmerrandstraße

### Naturräumliche Zuordnung
Der Dümmer gehört in der naturräumlichen Haupteinheitengruppe Dümmer-Geestniederung (Nr. 58), in der Haupteinheit Diepholzer Moorniederung (584) und in der Untereinheit Dümmer-Moorniederung (584.0) zum Naturraum Dümmer-Niederung (Nr. 584.04).

## Merkmale
Der Dümmer ist nach dem Steinhuder Meer der zweitgrößte See in Niedersachsen. Seine Wasserfläche ist 12,4 km² groß, die Fläche innerhalb des Ringdeiches einschließlich der Verlandungszonen beträgt 14,97 km². Der See ist maximal 1,4 m tief, woraus sich günstige Bade- und Wassersportmöglichkeiten ergeben. Der Flachsee mit entsprechend flachen Stränden am West- und am Ostufer ist von Südsüdosten nach Nordnordwesten maximal 5,5 km lang und von Westen nach Osten maximal 4 km breit. Sein Einzugsgebiet ist seit Bestehen der Bornbachumleitung 337 km² groß.
Der Wasserkörper wird von der Hunte durchflossen. Sie verlässt den See in mehreren Armen, deren größter nicht der Hunte, sondern der Lohne genannte Arm ist. Weitere Arme sind die Grawiede und – künstlich – Wätering, Dorflohne, Schoddenlohne und Omptedakanal. Erst 13 km nördlich des Sees und 3 km nördlich von Diepholz sind alle Huntearme wieder vereint. Die theoretische Wasserverweildauer beträgt im Sommer etwa 85 Tage und im Winter rund 46 Tage.
Der fischreiche See, der auch Brut- und Rastplatz für Vögel ist, weist eine vielfältige Flora und Fauna auf. Deshalb stehen das West- und das Südufer des Sees sowie ein Streifen an seinem Ostufer weitgehend unter Naturschutz.
Obwohl der See durchschnittlich nur etwa einen Meter tief ist, halten recht wasserreiche Quellen und auch die Hunte seinen Wasserstand relativ konstant. Früher verursachten diese Zuflüsse in Verbindung mit starkem Niederschlag regelmäßig Überschwemmungen, so dass man in den 1940er Jahren damit begann, den See weiträumig einzudeichen. Hierfür wurden von 1941 bis 1945 in großem Umfang russische Kriegsgefangene eingesetzt. Die Eindeichung bewirkte, dass sich durch das Ausbleiben der jährlichen Überschwemmungen immer größere Algenbestände im See bildeten, die den meisten anderen Lebewesen den Sauerstoff entzogen. Der niedrige Wasserstand rührt von starker Verschlammung her, die ebenfalls eine Folge der Eindeichung ist. Mithilfe einiger Schleusen wurde es möglich, diese Hochwassereinbrüche künstlich zu steuern, ohne dabei allzu stark in die Natur einzugreifen. Dennoch leidet der Dümmer unter starkem Nährstoffeintrag aufgrund intensiver Landwirtschaft.

## Klima
Am – hier ersatzweise herangezogenen, rund 60 Kilometer weiter östlich liegenden – Steinhuder Meer herrscht Seeklima mit einer Jahresdurchschnittstemperatur von 10,3 °C und einer Jahresniederschlagsmenge von 807 mm.
|                        | Jan | Feb | Mär | Apr | Mai  | Jun  | Jul  | Aug  | Sep  | Okt  | Nov | Dez |   |      |
| Mittl. Temperatur (°C) | 2,3 | 2,7 | 5,4 | 9,7 | 13,7 | 16,7 | 18,8 | 18,4 | 15,2 | 11,0 | 6,5 | 3,4 | ⌀ | 10,4 |
|                        |     |     |     |     |      |      |      |      |      |      |     |     |   |      |
| Niederschlag (mm)      | 74  | 56  | 60  | 55  | 63   | 69   | 81   | 80   | 65   | 66   | 65  | 73  | Σ | 807  |
|                        |     |     |     |     |      |      |      |      |      |      |     |     |   |      |
| Regentage (d)          | 10  | 9   | 10  | 9   | 9    | 9    | 10   | 10   | 8    | 9    | 10  | 10  | Σ | 113  |

|  |

|  |

|  |

|  |

|  |

|  |

|  |

|  |

|  |

|  |

|  |

|  |

|  |

|  |

|  |

|  |

|  |

|  |

|  |

|  |

|  |

|  |

|  |

|  |

## Geschichte

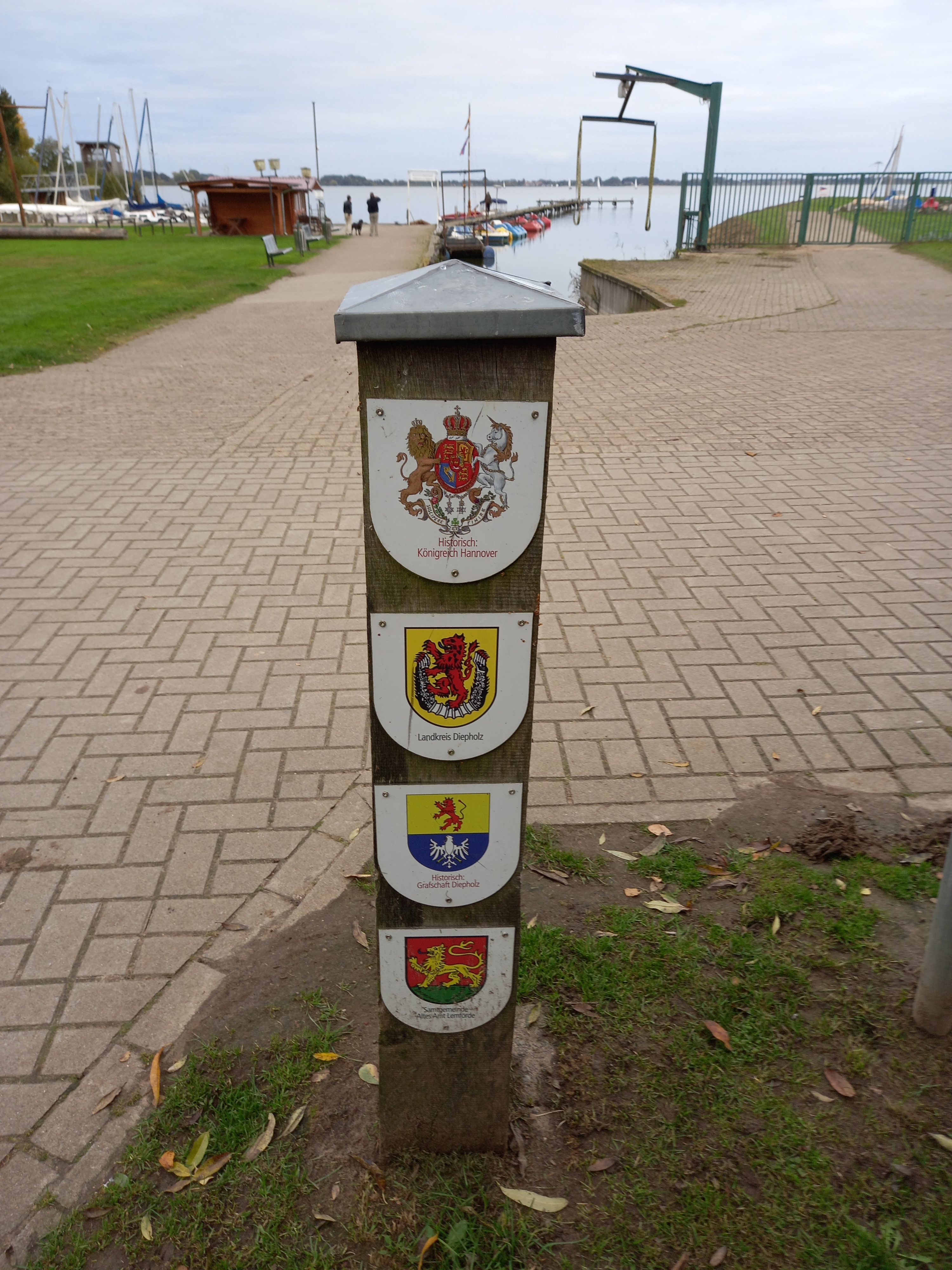
Jahrhunderte alte Grenze beim Olgahafen (Westseite des südlichen Grenzpfahls)

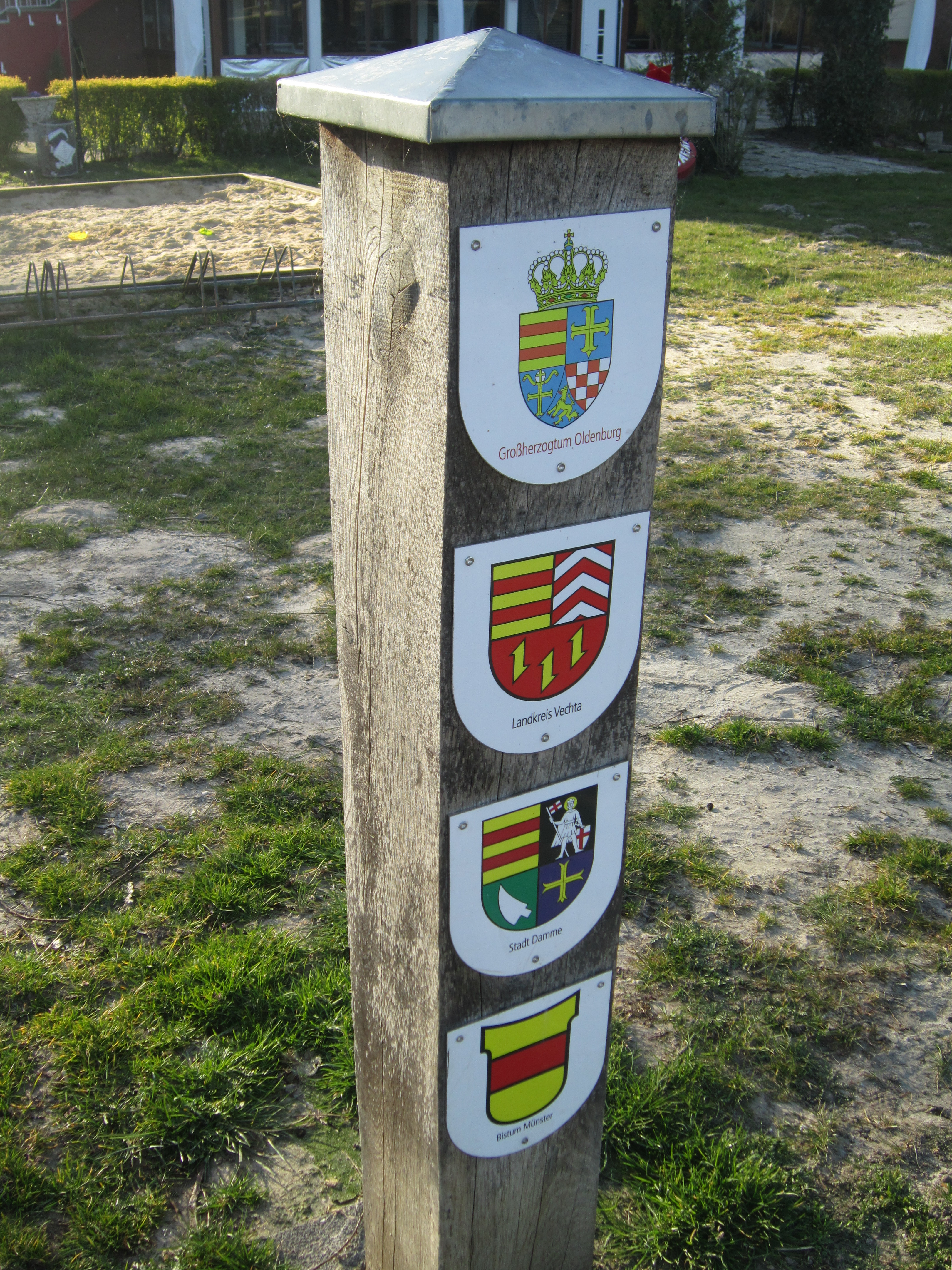
Ostseite des nördlichen Grenzpfahls

### Entstehung des Dümmers
Der Dümmer bildete sich vor etwa 12.000 Jahren und hat eine ähnliche Entstehungsgeschichte wie das Steinhuder Meer: Bisher hat man angenommen, dass der Dümmer eine Deflationswanne sei. Die umliegenden Sande (Dünen) reichen jedoch nicht aus, um die Bildung als Deflationsmulde zu deuten. Man nimmt heute an, dass das Seebecken des Dümmers durch das Entstehen von Eislinsen während der Weichsel-Kaltzeit geformt wurde. Die Vergletscherung dieser letzten Eiszeit reichte zwar nicht bis in diese Region, jedoch war die Landschaft periglazial geprägt, also als Kältesteppe ausgebildet. Zu dieser Eislinsen-Theorie ist man durch Untersuchungen des periglazialen Raumes in Kanada gelangt. Dieses Phänomen darf aber nicht mit den sogenannten Pingos verwechselt werden.

### Altsteinzeit
Die bisher älteste Anwesenheit des Menschen am Dümmer ist durch eine bereits 1887 im Dümmer herausgefischte Harpunenspitze nachgewiesen. Sie wurde von Menschen der Altsteinzeit hergestellt, die in der damaligen baumlosen Tundra des Bölling-Interstadials der Weichsel-Kaltzeit vor 15.000 Jahren in der Dümmerniederung dem Ren nachstellten.
Mit dem Anstieg der Temperaturen vor rund 12.000 Jahren veränderte sich die Natur am Dümmer: Birken- und Kiefernwälder dehnten sich aus, weitere Laubhölzer kamen hinzu, Groß- und Niederwild wurden heimisch – eine ideale Lebensgrundlage für den Menschen des Mesolithikums. Eine Spitze mit Widerhaken, vielleicht eine Harpunenspitze – 1973 bei Lemförde gefunden – bestätigt die Anwesenheit dieser Mittelsteinzeitmenschen bereits zum Ende der Weichsel-Kaltzeit, denn mithilfe der C14-Methode wurde die Spitze auf ein Alter von 11.000 Jahren vor unserer Zeit datiert.
Weitere 150 vorwiegend mittelsteinzeitliche Fundstellen wurden ab 1999 bei systematischen Feldbegehungen vor allem im westlichen Bereich des Dümmers entlang der frühen postglazialen Uferlinie des Sees ermittelt.

### Übergang von der Mittelsteinzeit zur Jungsteinzeit
Vor 7000 Jahren wurden Nomaden in der Dümmerniederung sesshaft. Bei Deichbau- und Dränagearbeiten wurde südlich des Dümmers am Huntezufluss eine urgeschichtliche Siedlung entdeckt. Diese wurde 1961 bis 1967 unter der wissenschaftlichen Leitung von Jürgen Deichmüller auf einer Gesamtfläche von 1100 m² systematisch ausgegraben. Das dabei viele tausend Objekte umfassende Fundmaterial „ist überaus reichhaltig und mannigfaltig und vermittelt einen ungewöhnlich guten Einblick in das Alltagsleben jener Menschen, die zwar noch Jagd und Fischfang betrieben, aber darüber hinaus bereits begonnen hatten, Haustiere zu züchten, Getreidearten zu kultivieren, Steinbeile zu durchbohren und zu schleifen, Wolle zu spinnen, Gefäße aus Ton zu formen und zu brennen und festere Hütten zu bauen als ihre Vorfahren.“
Wegen des außerordentlichen Reichtums der Fundstücke, auch an organischen Substanzen, die für die Radiokarbondatierung geeignet waren, konnte eine zeitliche Einteilung der Besiedlungszeit dieses Platzes vorgenommen werden:
- ca. 4200–3700 v. Chr.: erste noch zahlenmäßig geringe Besiedlungsphase
- ca. 3700–3180 v. Chr.: „Hauptbesiedlungszeit mit einer großen Anzahl bearbeiteter und radiokarbondatierter Hölzer, die außerhalb des Bereiches der oberen Kulturschicht auftraten.“[6]
- ca. 2950–2700 v. Chr.: Die dritte Besiedlungszeit „erscheint isoliert von beiden vorangehenden dazustehen; es kann aber nicht ausgeschlossen werden, daß dennoch eine kleine Anzahl von Menschen den Siedlungsplatz bewohnte.“[6]

Nach den Knochenfunden in den einzelnen Schichten zu urteilen, waren die Bewohner der Siedlung immer noch Wildbeuter des Mesolithikums, auch wenn bereits Haustierknochen vorhanden sind.
Der Nachweis neolithischer Keramik, zum Teil sogar mit eigener Ausprägung („Dümmer-Keramik“ oder „Hüde-Swifterband-Gruppe“), lässt auf Kontakte zu den südlich in den Lössgebieten bereits existierenden neolithischen Kulturen schließen. Auch die Reste von Getreide in Mühlen und Schüsseln dürfen nicht unbedingt als Beweis für eine bäuerliche Lebensweise gelten, denn produzierende Wirtschaftsformen wie Landbau und Viehzucht lassen sich nicht nachweisen.

### Jungsteinzeit
Zum Ende der zweiten Besiedlungsphase von Hüde I – etwa um die Zeit 3300 bis 3200 v. Chr. – legten Menschen eines anderen Kulturkreises auf einer sich leicht abhebenden Geländekuppe an der nördlich vom Dümmer ausfließenden Hunte die Moorsiedlung Hunte 1 an. Dieser Platz wurde 1934 bei der Begradigung der Hunte entdeckt und in den Jahren 1938 bis 1940 von Hans Reinerth, dem damaligen Leiter des Reichsamtes für Vorgeschichte, systematisch ausgegraben. Im Jahre 2000 wurden die während des Zweiten Weltkrieges verstreuten Grabungsdokumente und das Fundmaterial im Rahmen eines Forschungsprojektes des Niedersächsischen Landesmuseums Hannover wieder zusammengetragen und wissenschaftlich ausgewertet.
Das Fundmaterial der ersten Besiedlungsphase von „Hunte I“ ist Menschen der Trichterbecherkultur zuzuordnen. Es ist „die erste Kulturgruppe im nordwestdeutschen Raum, die alle Merkmale einer jungsteinzeitlichen Wirtschafts- und Gesellschaftsform aufweist.“
Diese Neolithiker lösten im 4. Jahrtausend v. Chr. allmählich die vorherige, fast 5000 Jahre lang existierende mesolithische Lebensweise ab. Für diese folgenreiche Übergangsphase vom Mesolithikum zum Neolithikum im norddeutschen Raum sind die beiden Fundorte Hüde I und Hunte I von großer wissenschaftlicher Bedeutung und zeichnen die Dümmerniederung als eine der wichtigsten urgeschichtlichen Regionen aus.

### Von der Antike bis zum frühen 20. Jahrhundert
Die Dümmerniederung war seit ihrer Entstehung nach der Weichseleiszeit immer eine von reichlich Wasser geprägte Niederungslandschaft. Über die Jahrtausende mit langsamer Klimaerwärmung entwickelten sich Moorböden. Wegen der starken Nässe war eine Besiedlung der Niederungen um den Dümmer für die Menschen im Mittelalter sehr schwierig. Die Hunteniederung war eine Landschaft zwischen Wasser und Land, die landwirtschaftlich noch nicht genutzt werden konnte. Den See nutzten Menschen jahrhundertelang vor allem auf der Suche nach Fisch. Erste dauerhafte kleine Siedlungen aus Hofgruppen wurden im Mittelalter auf kleinen Anhöhen wie z. B. in Burlage, Marl und im Umfeld des Stemweder Berges errichtet.
Im 13. Jahrhundert begannen holländische Wasserbauspezialisten nördlich des Dümmers die nasse Niederungslandschaft mit Hilfe von Entwässerungsgräben trocken zu legen. Mit Hilfe der Wasserbauexperten konnte die Niederung erstmals extensiv landwirtschaftlich genutzt werden. Die Landschaft änderte langsam ihr Gesicht und entwickelte sich schrittweise von einer Wald- zu einer Wiesenlandschaft. Bis Anfang der 1950er Jahre konnten die Wiesen landwirtschaftlich nur sehr extensiv genutzt werden und wurden regelmäßig überschwemmt. Daher entwickelte sich hier in den naturnahen Lebensraumtypen eine reichhaltige Vogel- und Pflanzenwelt.
Die schlechte Passierbarkeit der ständig feuchten Gebiete beiderseits der Hunte nördlich und südlich das Dümmers machte die Gegend zu einer Grenzregion. Nach dem Reichsdeputationshauptschluss 1803 mit dem Verlust der weltlichen Macht früherer Fürstbischöfe grenzten im Dümmerraum die Königreiche Hannover und Preußen sowie das Großherzogtum Oldenburg aneinander. Bis heute bildet der Dümmer eine Konfessionsgrenze zwischen dem überwiegend katholischen Oldenburger Münsterland und dem überwiegend evangelischen Landkreis Diepholz.

### Seit 1939

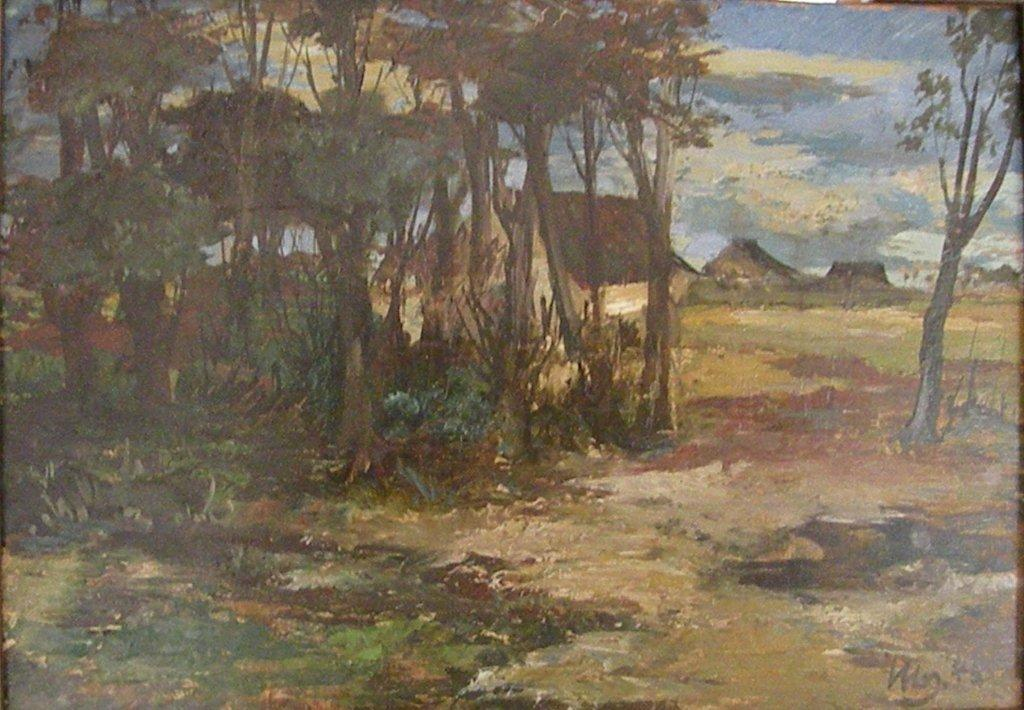
„Landschaft am Dümmer“. Ölgemälde von Josef Meyenberg (um 1950)

Die Eindeichung des Dümmers zwischen 1939 und 1953 schuf die Voraussetzungen für eine wirtschaftliche Entwicklung, in der Siedlung, Landwirtschaft und Gewerbe intensiviert werden konnten. Die neben dem Eindeichungsprojekt erfolgende Melioration der Niederung mit der Trockenlegung der Moore zwecks Intensivierung der Landwirtschaft, industriellem Torfabbau und Schaffung weiterer Nutzungsflächen hatte die Mineralisierung des Hochmoortorfes zur Folge. Die Mineralstoffe (Stickstoff aus Niedermooren und Phosphor aus Hochmooren) werden über die Entwässerungskanäle und die Hunte in den Dümmer eingeschwemmt und führen zur „Überdüngung“ des Sees. Hinzu kommt die Gülle-Belastung der Wiesen und Felder durch die Massentierhaltung im Landkreis Vechta. 2004 wurde festgestellt, dass damals der Dümmer durch die Moor-Mineralisierung und die Intensivlandwirtschaft jährlich etwa mit 30 Tonnen Phosphor belastet wurde.
Der Preis dafür waren schwere Schäden im Naturhaushalt des Dümmers. Innerhalb weniger Jahre verschwanden Unterwasserpflanzen und Teichmuscheln, Röhricht und Binsen gingen zurück. Der Schlamm begann, den See zu ersticken. Jahrzehntelang bestand ein Interessenkonflikt zwischen Dümmer-Anrainern und Naturschützern. Noch heute werden im Landschaftsrahmenplan für den Landkreis Diepholz Landwirtschaft, Wasserwirtschaft und Tourismus ausdrücklich als „Gefährdungen“ des Landschaftsschutzgebietes Dümmer eingestuft.
Bereits in den 1980er Jahren gab es erste Vorstöße zu einer Dümmersanierung. Es zeigte sich jedoch, dass Naturschutz am Dümmer politisch nur dort durchzusetzen war, wo die Öffentliche Hand die Flächen von den Grundeigentümern aufgekauft hatte. Nachdem dies geschehen war, wurde im Jahr 2004 damit begonnen, das Konzept der Dümmersanierung in Angriff zu nehmen. Dieses Konzept sieht folgende Schwerpunkte vor:
- Naturschutz: dauerhafte Erhaltung der für den Naturschutz wertvollen Bereiche des Dümmers und der Dümmerniederung mit den naturraumspezifischen Pflanzen- und Tierarten; dazu gehört auch die Wiederherstellung von besonderen Biotopen, soweit diese erheblich beeinträchtigt oder zerstört sind
- Wasserwirtschaft: Erhaltung einer offenen Wasserfläche des Dümmers und die Verbesserung der Gewässergüte der Oberflächengewässer und des Grundwassers durch Verminderung der Nährstoffeinträge
- Landwirtschaft: Sicherung der Existenzen der betroffenen landwirtschaftlichen Betriebe unter Berücksichtigung einer an den Belangen von Naturschutz und Wasserwirtschaft orientierten Bodennutzung
- Erholung und Fremdenverkehr: Erhaltung des Dümmers und der Dümmerniederung als Erholungsraum[14]

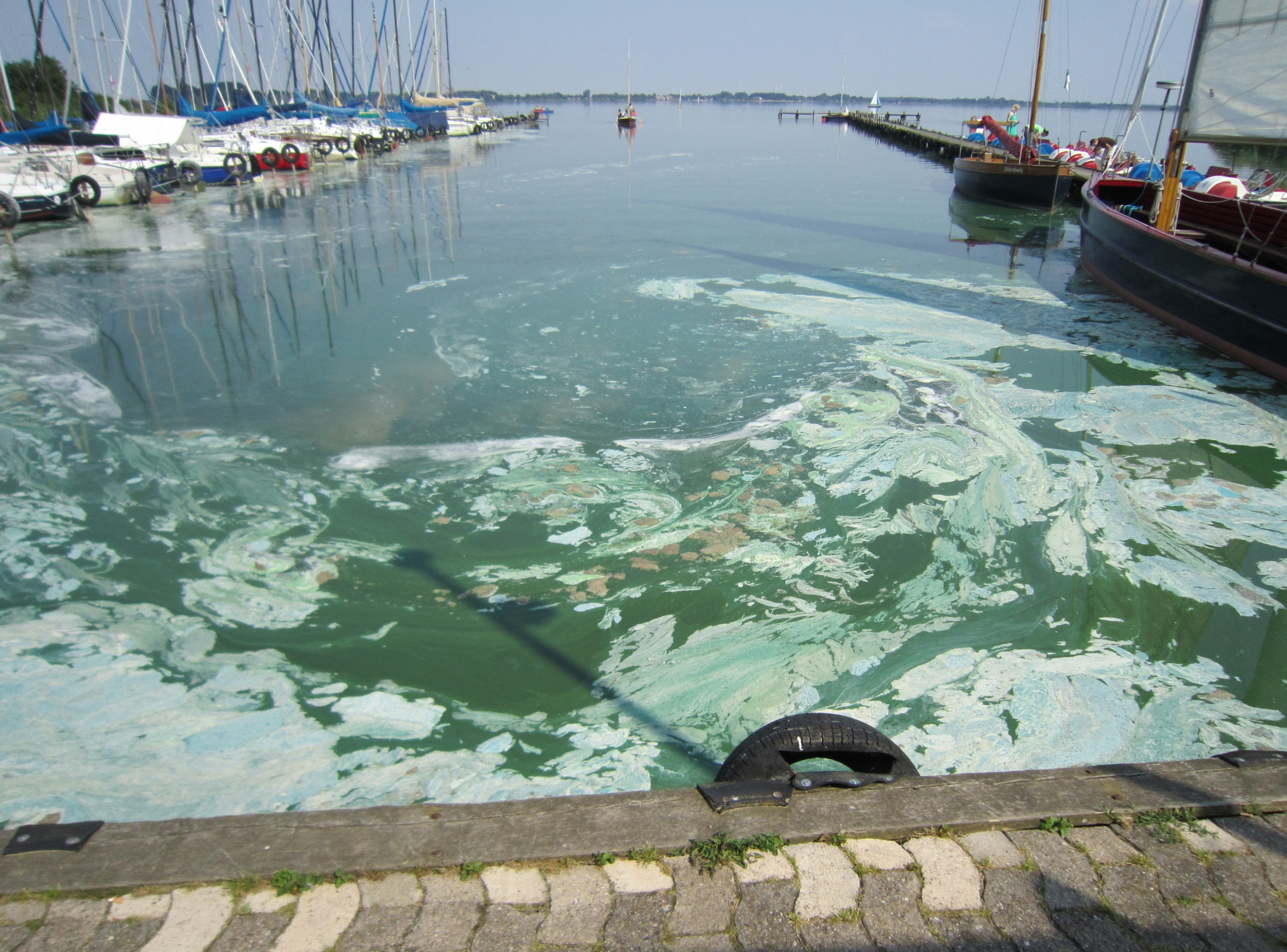
Blaualgen im Olgahafen bei heißem und windarmem Wetter

Schwierig in den Griff zu bekommen ist die regelmäßig im Sommer auftretende großflächige Blaualgenvermehrung. Das Seewasser stammt überwiegend aus der Hunte. Deren 324 Quadratkilometer großes Einzugsgebiet wird überwiegend intensiv landwirtschaftlich genutzt. Die dadurch bedingte, trotz der bereits durchgeführten Maßnahmen zur Dümmersanierung anhaltend zu hohe Belastung mit Phosphor führt zu einer zunehmenden Vermehrung planktischer Algen.

### Gegenwart
Im Jahre 2007 zeigte sich der für Damme zuständige Lokalredakteur der Oldenburgischen Volkszeitung, Klaus Peter Lammert, überzeugt, dass der Trend zum sanften Tourismus am Dümmer „unumkehrbar“ sei. Im Rahmen des Förderprogramms „Natur erleben“ waren bis 2007 das umfangreiche Wander- und Radwegenetz ausgeschildert, Aussichtstürme überdacht und saniert und neue Informationstafeln aufgestellt worden.
Am 26. Oktober 2016 stellte die FDP-Fraktion im Niedersächsischen Landtag den Antrag, auf dem Dümmer per Landesverordnung das Kitesurfen zu erlauben. Der Antrag wurde von der Mehrheit der Landtagsabgeordneten abgelehnt. Im Oktober 2018 warnte der für den Landkreis Diepholz zuständige Landtagsabgeordnete Marcel Scharrelmann (CDU) davor, dem Naturschutz einen „zu hohen Stellenwert beizumessen.“ Auch der ehemalige Diepholzer Landrat Cord Bockhop (CDU) war der Ansicht, dass es „neben dem Naturschutz weitere Interessen am Dümmer“ gebe, die ebenfalls Berücksichtigung finden müssten.
Naturschützer sind hingegen der Auffassung, dass der Dümmer „für das gefahrlose und zugleich naturverträgliche Kitesurfen einfach zu klein“ sei. Der Niedersächsische Landesbetrieb für Wasserwirtschaft, Küsten- und Naturschutz (NLWKN) bewertet das Störpotenzial des Kitesurfens höher als das von Windsurfen, Segeln oder Ruderbootfahren (diese Sportarten auf dem Dümmer auszuüben sei vertretbar). Hohe Geschwindigkeit, nicht prognostizierbare Bewegungsrichtung, Segel in grellen Farben und Knallgeräusche beim Aufprall des Segels auf dem Wasser beim Kitesurfen nennt der NLWKN als Aspekte, die Vögel als Bedrohung wahrnehmen. Die Alarm- und Fluchtdistanz beziffert er je nach Art mit 300 bis 1000 Meter. Der Abstand, in dem sich die Vögel bereits gestört fühlten und zum Beispiel die Nahrungsaufnahme einstellten, sei noch höher. Bereits ein einzelner Kitesurfer reiche aus, um die Wasservögel im entsprechenden Bereich zu verscheuchen, so der NLWKN. Werde in einem Gebiet regelmäßig Kitesurfen betrieben, könne es dauerhaft zur Vertreibung von Wasservögeln kommen. Deren Gewöhnung an die Sportart mitsamt ihrer verschiedenen Aspekte habe bislang nicht nachgewiesen werden können und sei verhaltensbiologisch auch nicht zu erwarten.

## Nutzung des Dümmerraums durch den Menschen

### Naturpark
Der Dümmer ist Kern des Naturparks Dümmer, der in seiner aktuellen Größe seit dem 19. Oktober 2011 besteht.

### Naturschutz, Wasser- und Energiewirtschaft
Das Sanierungskonzept sieht vor, einerseits den Nährstoffeintrag über die Flüsse zu mindern, andererseits den Schlamm über mehrere Jahre abzusaugen. Zu diesem Zweck wurden die Kläranlagen im Dümmergebiet mit einer dritten Reinigungsstufe ausgestattet, und der Bornbach wurde umgeleitet. Die Entschlammung des Dümmers wird als Daueraufgabe in Angriff genommen.
Eine Wiederherstellung der Selbstreinigungskräfte des Sees kann so aber noch nicht erreicht werden. Es fehlen Unterwasserpflanzen und Teichmuscheln, algenfressende Kleinkrebse und Bodentiere sowie Raubfische, die Friedfische in Schach halten. Das abgestorbene Schilf kann wegen des Deiches nicht aus dem See hinaus auf die Wiesen geschwemmt werden. Der über die Schleusen eingestellte Wasserstand – im Sommer hoch, im Winter niedrig – verhindert geradezu die Wiedereinbürgerung vieler Arten der ehemaligen Lebensgemeinschaft. Nur bei wenig Wasser im Sommer gelangen Licht bis auf den Seeboden und Luft in den Wurzelbereich des Röhrichts. Nur bei Hochwasser und Überschwemmung im Frühjahr können tote Pflanzenteile aus dem See hinausgelangen.
Die Gebiete westlich und südlich des Dümmers wurden in den Jahren 2002 bis 2007 wiedervernässt. Im Rahmen dieser Wiedervernässung wurden rund 175 ha ehemaliger landwirtschaftlicher Nutzflächen erworben. Hierdurch wurde im EU-Vogelschutzgebiet „Dümmer“ eine Niedermoorfläche von zusammen 2500 ha Größe arrondiert. Das war eine wesentliche Voraussetzung für die großflächige Wiedervernässung. Mit deren Hilfe wurde einer der größten zusammenhängenden Feuchtgrünlandbereiche in Nordwestdeutschland als geeigneter Lebensraum für Wiesenvögel entwickelt. Die Maßnahme wurde 2009 von der EU als einziges deutsches Projekt mit dem „Best practice award“ ausgezeichnet.
Naturschützer mahnen an, dass es gelte, das Dümmergebiet mit den angrenzenden Mooren am Westrand der Diepholzer Moorniederung stärker zu vernetzen sowie die Renaturierung der Fließgewässer im Dümmergebiet anzugehen.
Westlich des Dümmers, auf dem Gebiet der Stadt Damme, befindet sich der Windpark Borringhauser Moor. Zwischen Ende 2001 und Mitte 2017 wurden dort 15 Windenergieanlagen des Typs Vestas V80 mit einer Nennleistung von je 2 Megawatt (30 Megawatt Gesamtleistung), 100 m Nabenhöhe und 80 m Rotordurchmesser (140 m Gesamthöhe) betrieben. Zwischen Ende 2016 und Mitte 2017 wurden diese 15 Windenergieanlagen durch zwölf leistungsstärkere Turbinen ersetzt (Repowering). Die neuen Windenergieanlagen des Typs Siemens Gamesa SWT-DD-130 haben eine Nennleistung von je 3,3 Megawatt (39,6 Megawatt Gesamtleistung), 135 m Nabenhöhe und 130 m Rotordurchmesser (200 m Gesamthöhe). Naturschützer sahen diese Erweiterung äußerst kritisch, da die geforderten Schutzabstände von 1000 m zum Vogelschutzgebiet nicht eingehalten und Zugkorridore beeinträchtigt würden. Außerdem seien die Erweiterungsflächen wichtige Rast- und Äsungsflächen für Vögel. Der NABU (Kreisgruppe Vechta) hat seine Bedenken in einem Schreiben an die Stadt Damme ausführlich dargelegt. Die deutlich höheren Anlagen dürften nicht zuletzt Auswirkungen auf das Landschaftsbild des Naturparks haben, das vor allem durch weite Moor- und Wiesenflächen bestimmt wird.
Der Naturschutzring Dümmer fördert die Wiederansiedlung von Fischadlern und Laubfröschen am Dümmer. Die NUVD setzt sich für eine Revitalisierung des kränkelnden Schilfgürtels am See ein.

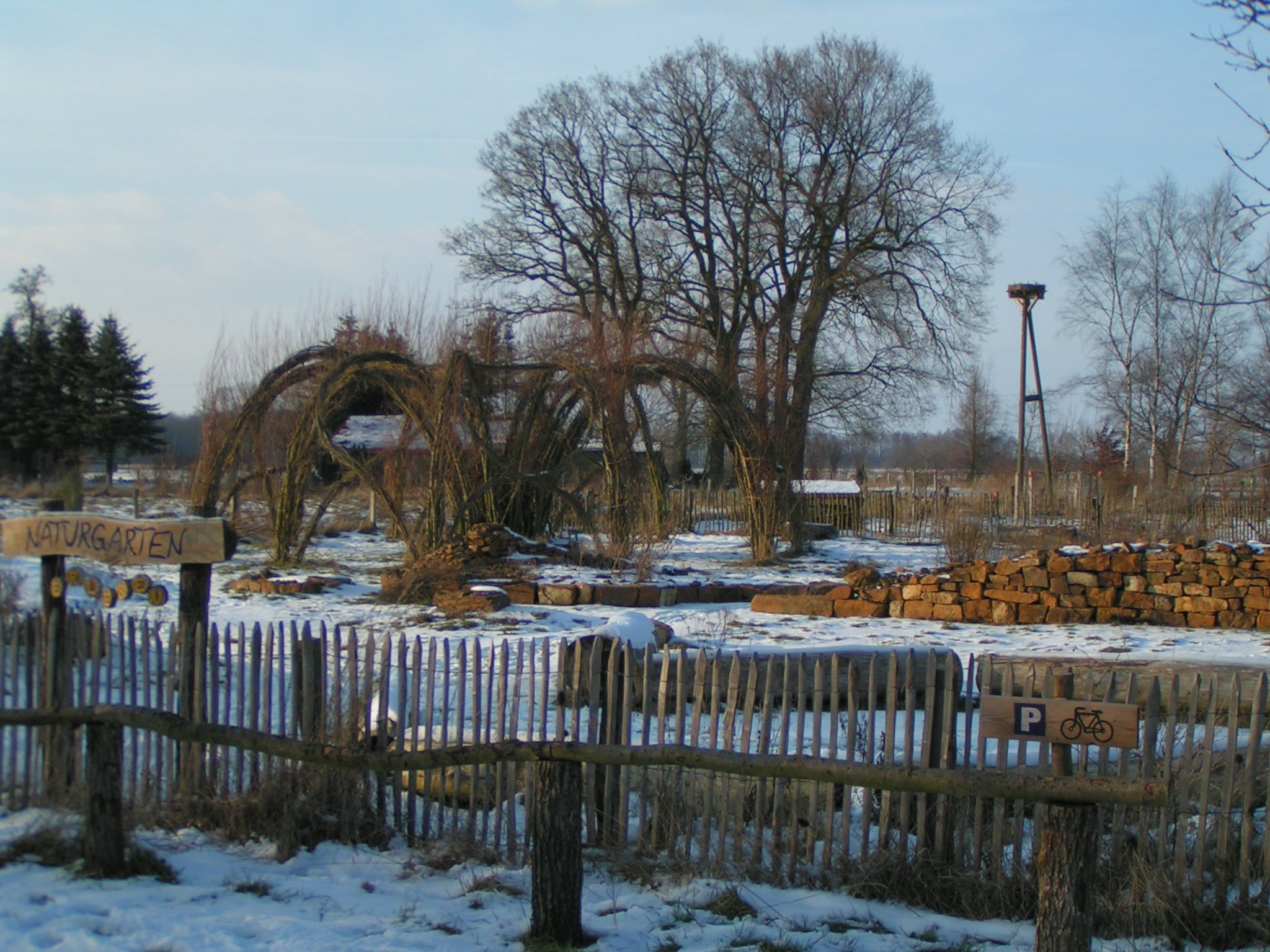
Naturlehrpfad bei der Naturschutzstation Marl

In Marl wurde 1993 vom Land Niedersachsen eine Naturschutzstation eingerichtet. Die Station betreibt einen Naturelerlebnispfad.
Im November 2009 wurden am Dümmer mehrere Biber gesichtet. Wie sie dorthin gelangten, ist unbekannt; eine natürliche Einwanderung von der Elbe oder der Hase her erscheint unwahrscheinlich. Naturschützer hatten sich bereits ein Jahr zuvor für die Wiederansiedlung des Bibers in jenes Revier eingesetzt, in dem er früher heimisch war; Wasserwirtschafter hingegen sehen Gefahren für die Stabilität des Dümmerdeichs, der an zwei Stellen bereits massiv unterhöhlt wurde. Allein für den Schutz des Deichfußes an den acht Wehranlagen durch Einbau von Stahlgittermatten sei mit Kosten von etwa 250.000 Euro zu rechnen. Eine drastische Erhöhung der Beiträge für den Hunte-Wasserverband sei nicht auszuschließen. Die Untere Naturschutzbehörde des Landkreises Diepholz teilte mit, dass Biber nur dann eingefangen und weggebracht werden dürfen, wenn die Biber erhebliche Schäden verursachen oder falls es sich um Nordamerikanische Biber gehandelt hätte, da Fälle von Faunaverfälschung nicht geduldet werden dürften. Die genetischen und anatomischen Untersuchungen der zwei bei Burlage und bei Hunteburg tot gefundenen Biber ergaben, dass es sich um europäische Biber handelt. Im Februar 2010 berichtete die Presse über weitere Biberspuren hunteabwärts in Barnstorf. Ende März 2010 meldete die Polizei einen leichten Verkehrsunfall mit einem Biber in Wildeshausen. Der Niedersächsische Landesbetrieb für Wasserwirtschaft, Küsten- und Naturschutz (NLWKN) bewertete in einer Schrift aus dem Jahr 1998 – ohne Bezug auf den Dümmer – die Westwanderung des streng geschützten Elbebibers, der lange Zeit als verschollen oder ausgestorben gegolten habe, positiv.
Im Rahmen des Dümmersanierungs-Projekts wird auch der Umstand berücksichtigt, dass der Dümmer als Rückhaltebecken dazu dienen soll, den Wasserstand der Hunte bis Wildeshausen zu regulieren und so die hunteabwärts gelegenen Gemeinden vor Hochwasser zu schützen.

### Landwirtschaft, Torfwirtschaft und Fischwirtschaft
Durch die Eindeichung des Dümmers und den Abbau des Torfs auf den anliegenden Moorflächen sollte in der Mitte des 20. Jahrhunderts die Möglichkeit zu einer intensiven landwirtschaftlichen Nutzung der Dümmerrandgebiete und zu einem industriellen Torfabbau geschaffen werden. Durch diese Maßnahmen wurde der ökologische Wert der Böden und des Dümmers selbst (in diesen flossen bis 2004 allein aus dem Landkreis Vechta jährlich 30 Tonnen Phosphor) erheblich herabgesetzt.
Im Zuge der Flurbereinigung erhielten die Besitzer der ökologisch aufzuwertenden Flächen teils Ausgleichsflächen, teils Ausgleichszahlungen. Heute wird auf den wiedervernässten Flächen keinerlei Torfabbau mehr betrieben.
Die Naturschutzflächen sind an über 100 örtliche Landwirte verpachtet worden. Das Gebietsmanagement wird durch die Naturschutzstation Dümmer vor Ort so gesteuert, dass die Erhaltungsziele des EU-Vogelschutzgebietes erreicht werden, die Landwirte aber weiterhin über eine naturschutzkonforme Bewirtschaftung und Pflege der Flächen integriert bleiben.
Der Dümmer bildet einen eigenen Bezirk unter den 70 Fischereibezirken in Niedersachsen. Die gewerbliche Fischerei auf dem Dümmer wird von einem Pächter betrieben.
Einst fanden die Dümmerfischer bis zu 20 Fischarten in ihren Netzen vor, darunter Karpfen, Hecht, Barsch und Döbel. Doch in den letzten Jahrzehnten nahmen die Fangergebnisse ständig ab. Heute lebt im Dümmer eine Überbevölkerung Plankton fressender Friedfische (Plötze, Güster, Rotfeder und Brasse), die nicht mehr ihre natürliche Größe erreichen.
Mehrmals gab es erbitterte Auseinandersetzungen zwischen dem Dümmerfischer und Naturschutzverbänden über das Recht, Kormorane abschießen zu dürfen, die von dem Fischer für den Rückgang des Fischbesatzes im Dümmer verantwortlich gemacht werden.
In Dümmerlohausen und in Lembruch gibt es jeweils eine Fischräucherei. Beide Betriebe beziehen ihre Ware allerdings überwiegend nicht mehr aus dem Dümmer.

### Tourismus, Freizeit- und Dienstleistungsangebote
Der „Fachdienst Kreisentwicklung“ des Landkreises Diepholz betrachtet die Entwicklung des Tourismus im Landkreis „als wichtigen Baustein für eine nachhaltige Regionalentwicklung im ländlichen Raum und somit als aktive Wirtschaftsförderung für einen bedeutenden Wirtschaftszweig im Landkreis.“ Aktiv ist der Fachdienst vor allem in den vier Segmenten Radtourismus, Reittourismus, Wassertourismus und Naturerlebnis.
Hauptorte des Dümmer-Tourismus sind die unmittelbar am Ostufer des Dümmers liegenden Orte Hüde und Lembruch. Aber auch am Westufer, in dem im Landkreis Vechta gelegenen Dümmerlohausen, gibt es Unterkünfte und gastronomische Angebote sowie Möglichkeiten, dem Wassersport nachzugehen.

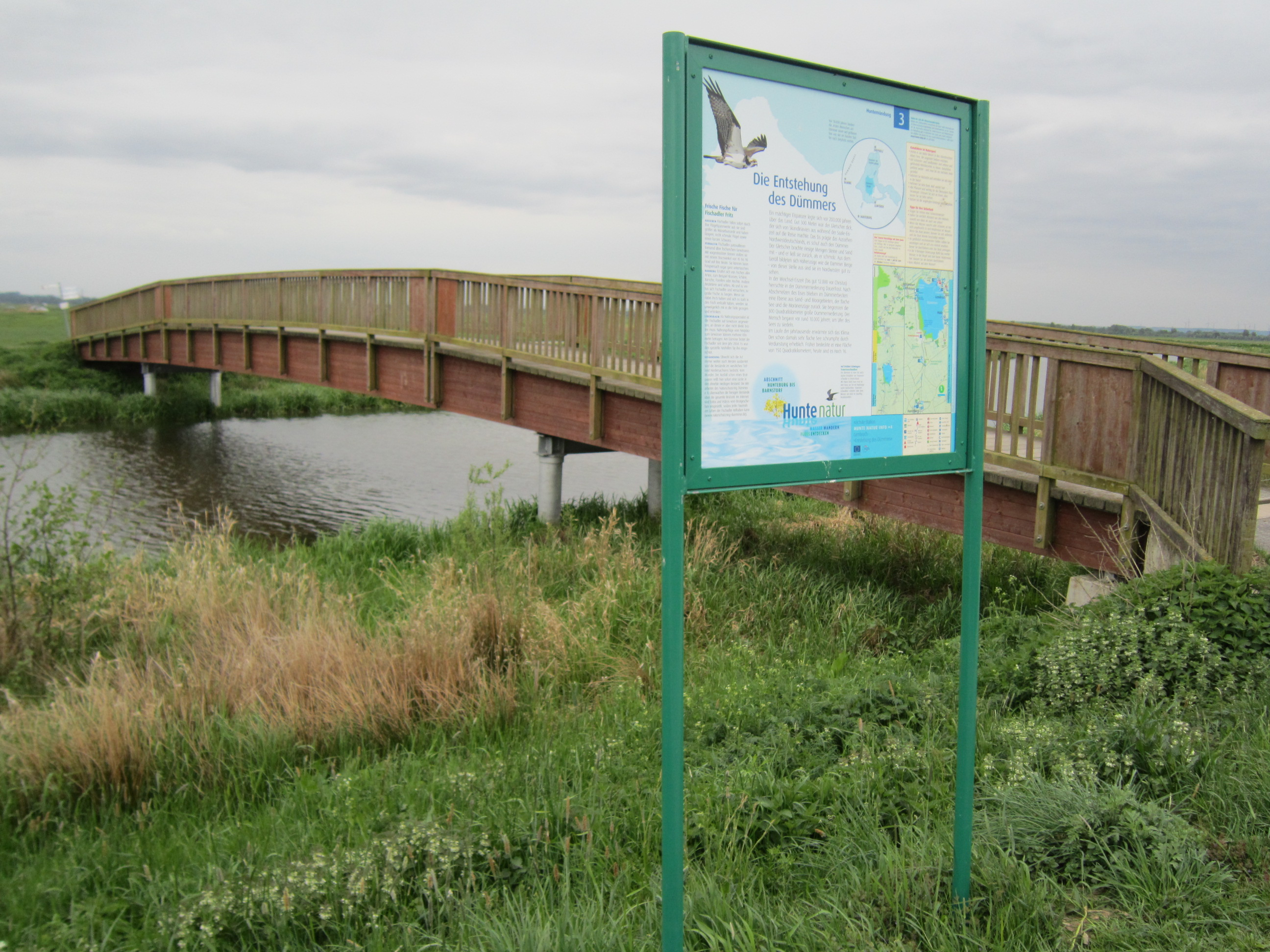
Brücke über die Hunte als Teil des Radwegs Dümmer-Rund-Tour
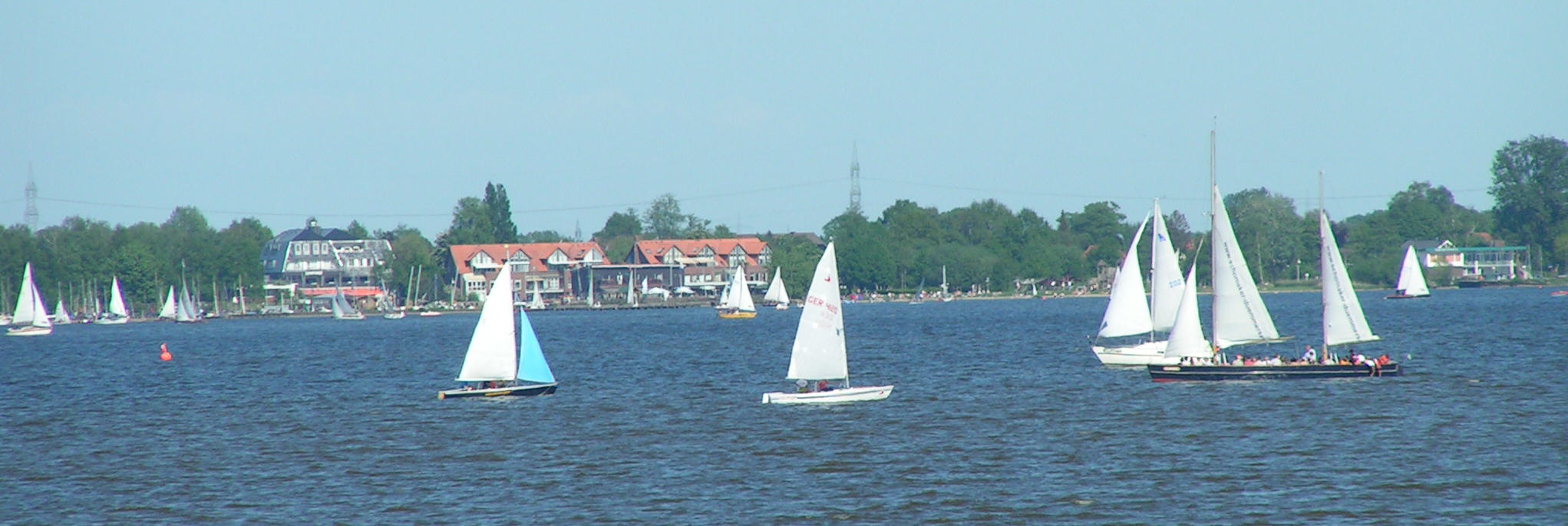
Segelboote auf dem Dümmer. Im Hintergrund Lembruch
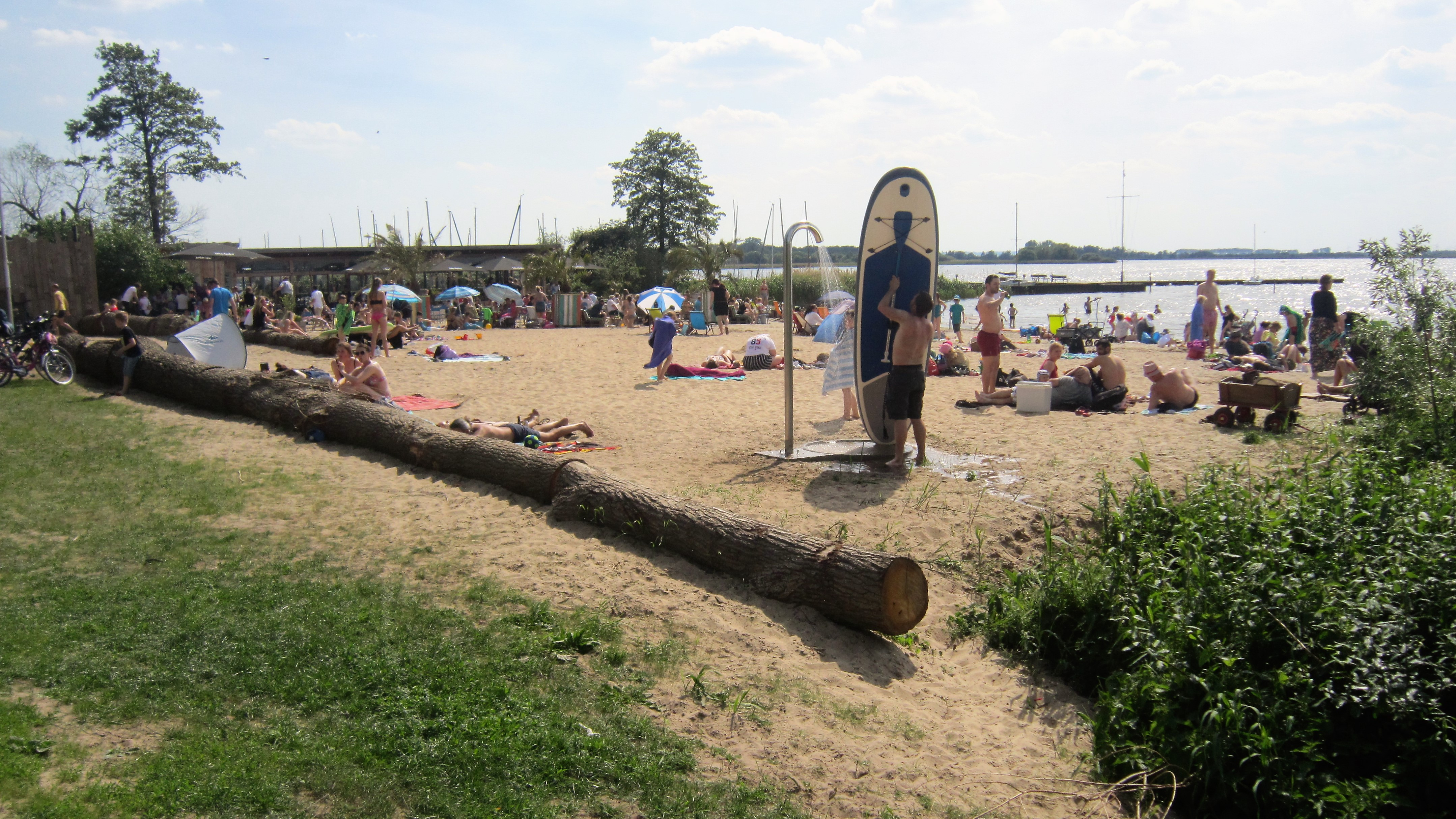
Strandszene am Dümmer bei Hüde im Frühsommer 2019
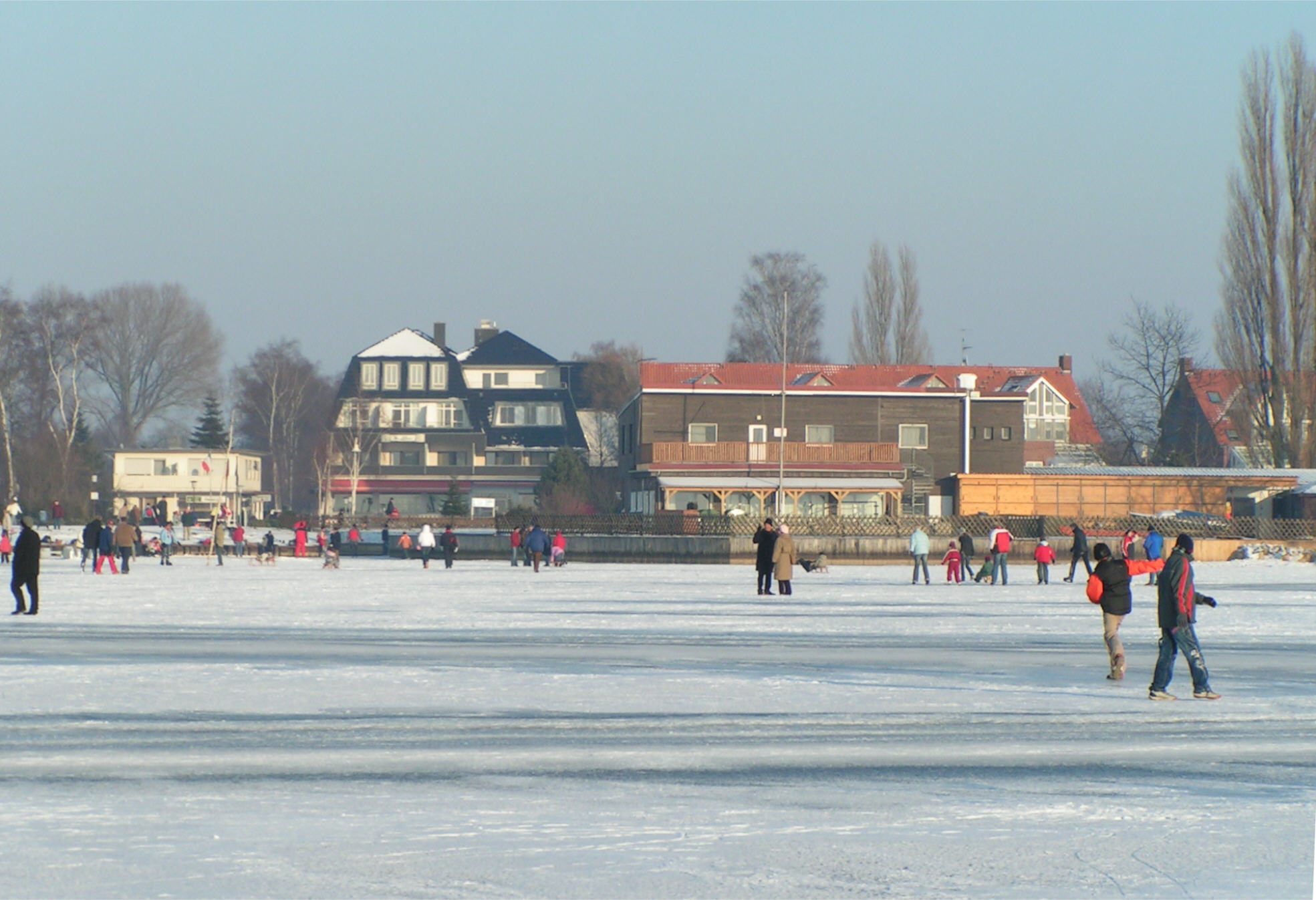
Ostufer des Dümmers im Winter. Im Hintergrund Lembruch
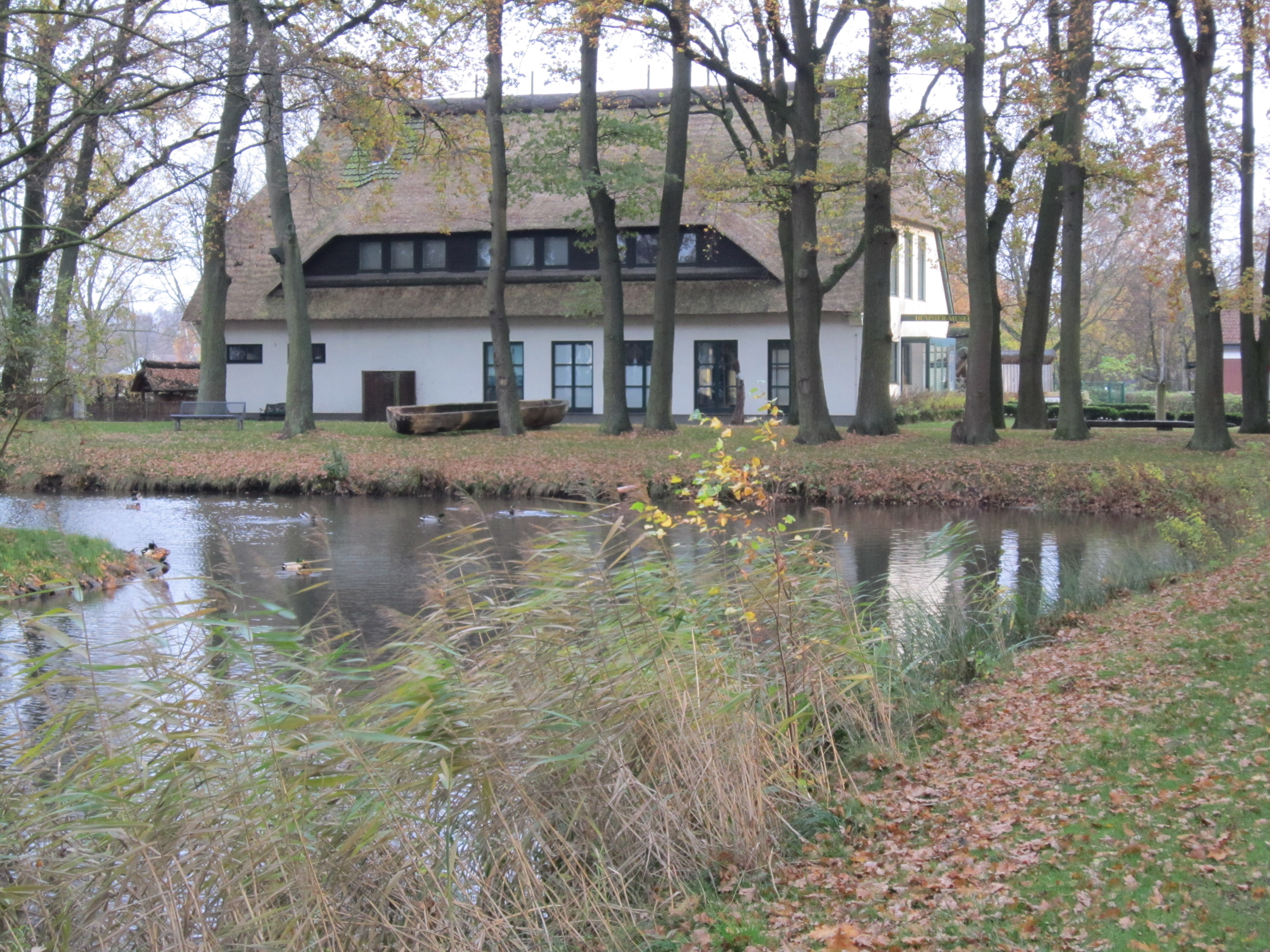
Dümmer-Museum in Lembruch
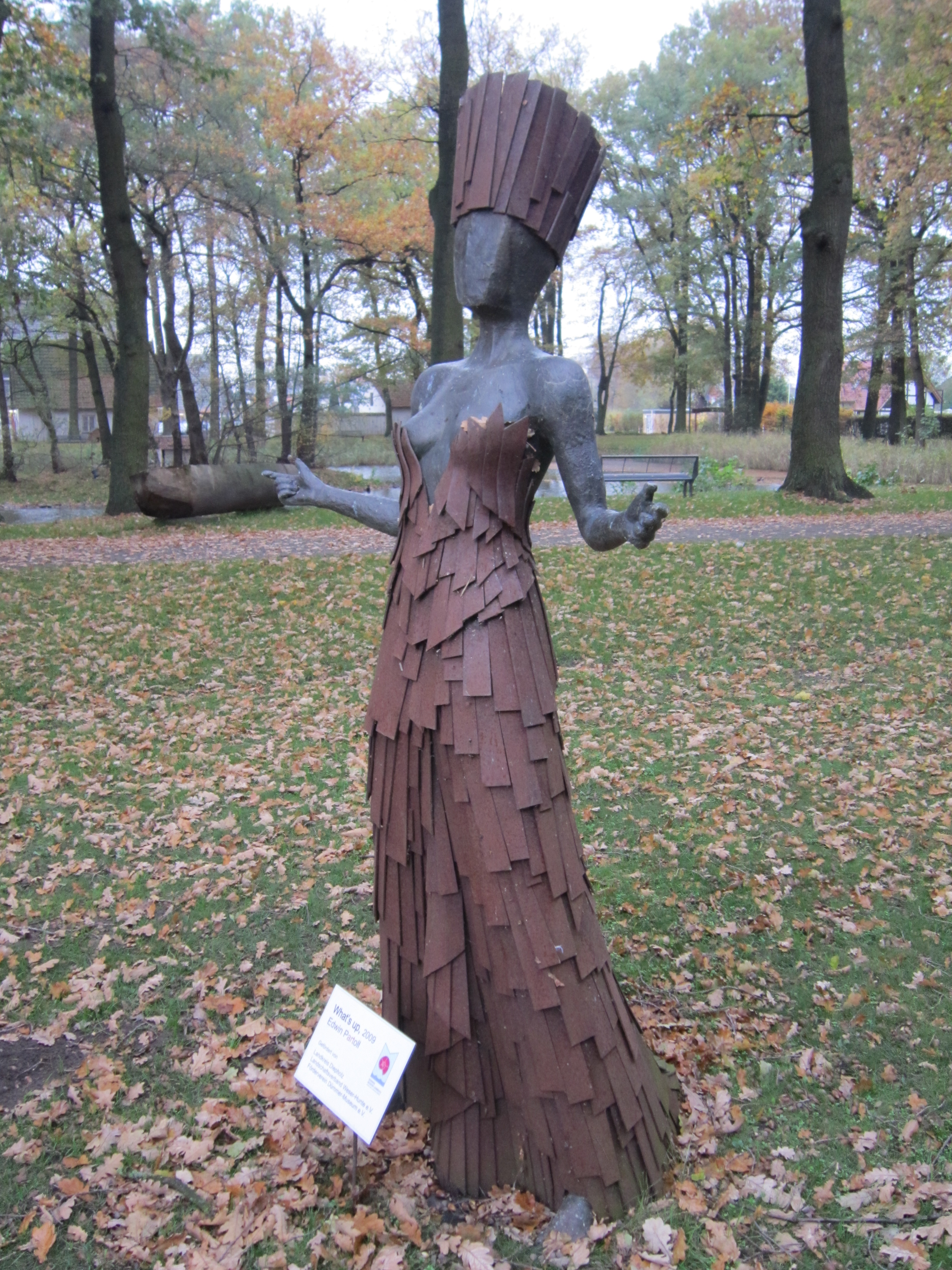
Bronzeskulptur „What's Up“ von Edwin Partoll beim Dümmermuseum
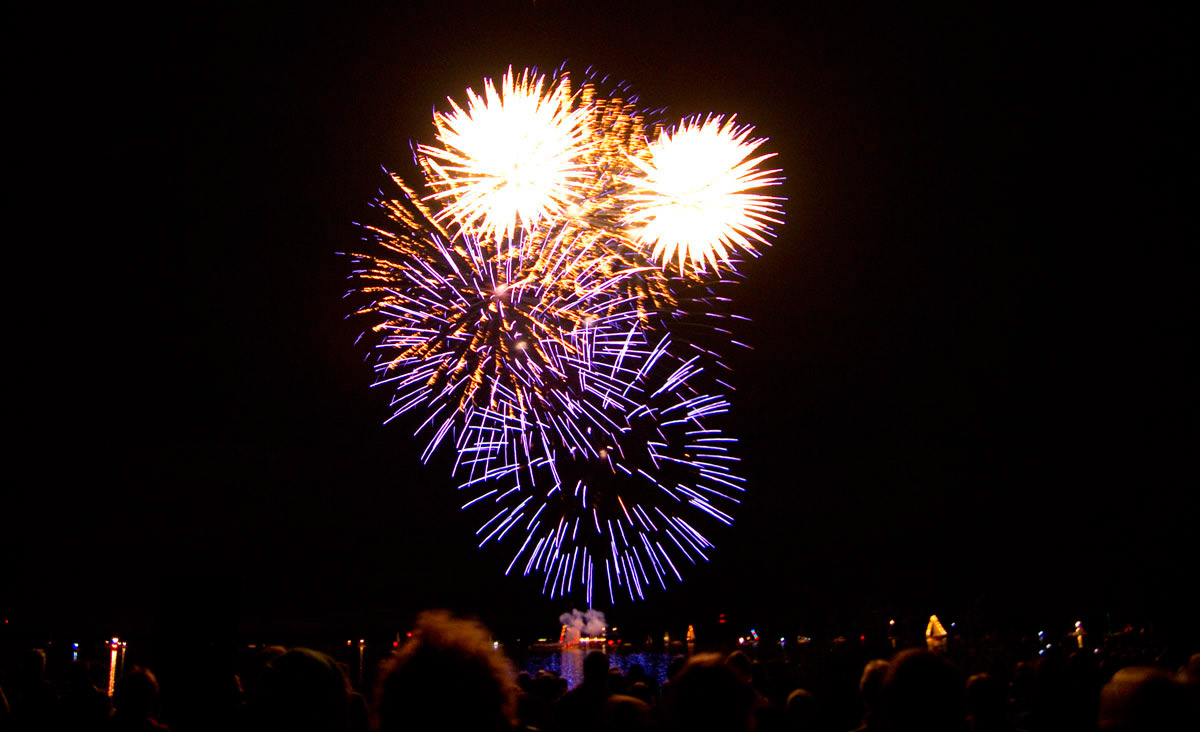
Feuerwerk „Der Dümmer brennt“ bei Hüde

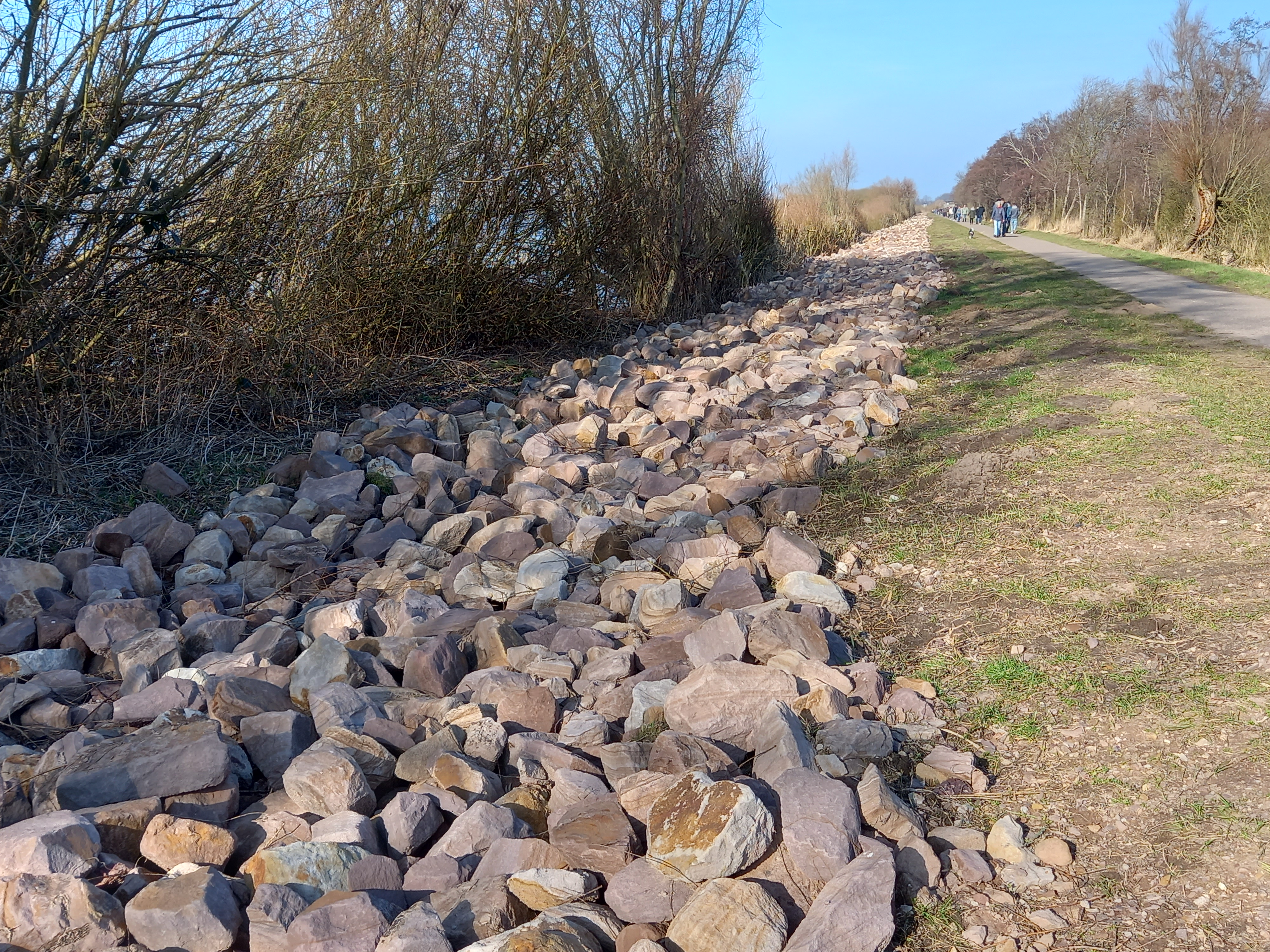
Abschnitt des Rad- und Fußwegs um den Dümmer westlich des Naturschutzgebiets Hohe Sieben

#### Wandern und Radsport
Der Brückenradweg (Bremen–Osnabrück) führt westlich und östlich vorbei am Dümmer, abschnittsweise in Ufernähe. Um den See führt der 27 km lange Radweg Dümmer-Rund-Tour, der auch von Wanderern genutzt werden kann.
Außerdem verlaufen am Dümmer-Ostufer zwei Skulpturpfade (s. u.)

#### Segel- und Surfsport
Der Dümmer ist trotz der umfangreichen Sperrungen des Seegebiets für Wassersportler im Interesse des Naturschutzes zu einem beliebten Ziel für Segler und Surfer geworden.
1922 wurde der erste Segelclub am Dümmer gegründet. Bis zum Zweiten Weltkrieg gab es ungefähr 60 Segler, denen 35 Jollen zur Verfügung standen. Vor dieser Zeit kannte man nur einen Bootstyp, die Dümmerpünte, ein Flachboot, das aus Eiche hergestellt war und fast nur wirtschaftlichen Zwecken wie dem Fischfang und dem Transport von Binsen und Schilfrohr diente. Nach dem Zweiten Weltkrieg expandierte der Wassersport. Weitere Segelclubs entstanden. Heute (2009) gibt es rund um den Dümmer etwa 25 Vereine, die mit mehr als 2000 Booten und über 1000 Surfbrettern ihren Sport ausüben. Der größte Teil der Segelclubs hat sich zur Wettfahrtgemeinschaft Dümmer zusammengeschlossen, um gemeinsame Aufgaben zu bewältigen, die sich aus der Jugendarbeit, dem Breiten- und Leistungssport ergeben.
Auf dem See finden Segel-Regatten mit den Regatta-Klassen der Pirat-Bootsklasse, dem P-Boot, dem S-Kreuzer und der Europe-Bootsklasse statt. Der Segler-Club Clarholz (SCC) ist einer der größten Segelclubs am Dümmer. Er war schon häufig Ausrichter der Internationalen Deutschen Jugend Meisterschaften (IDJM) im 420er, P-Boot (2002) und im Pirat, darüber hinaus 2005 Ausrichter der Internationalen Deutschen Meisterschaften (IDM) im Pirat.
Weitere große Vereine, die nationale und internationalen Regatten ausrichten, sind die Seglervereinigung Hüde (SVH), der Segler Club Dümmer (SCD), der Motor- und Segelclub Bielefeld (MSC) und der Bielefelder Segler Club (BSC). Die Seglervereinigung Hüde verfügt über einen umweltgerechten Binnenhafen für Jollen und Segelyachten bis circa 7 m Länge, der 2005/06 neu errichtet wurde. Der Verein engagiert sich in der Jugendarbeit und in der Förderung des Leistungssports jugendlicher Segler. Im Sommer 2005 war der Segelclub Lembruch Schoddenhof (SCLS; heute: Segelclub Lembruch – SCL) Ausrichter der ersten Weltmeisterschaft am Dümmer für die FJ-Klasse. Um die Ausrichtung der Regatten und den dafür notwendigen Sicherheitsdienst zu gewährleisten, wurde die „Wettfahrtgemeinschaft Dümmer See“ gegründet.
Seit vielen Jahren sind die Windsurfer im eingetragenen Verein Windsurfclub Dümmersee (WSCD) organisiert. Der Verein tritt für Verbesserung der Infrastruktur für die Surfer auf dem Dümmer ein und unterstützt Surfsportveranstaltungen.

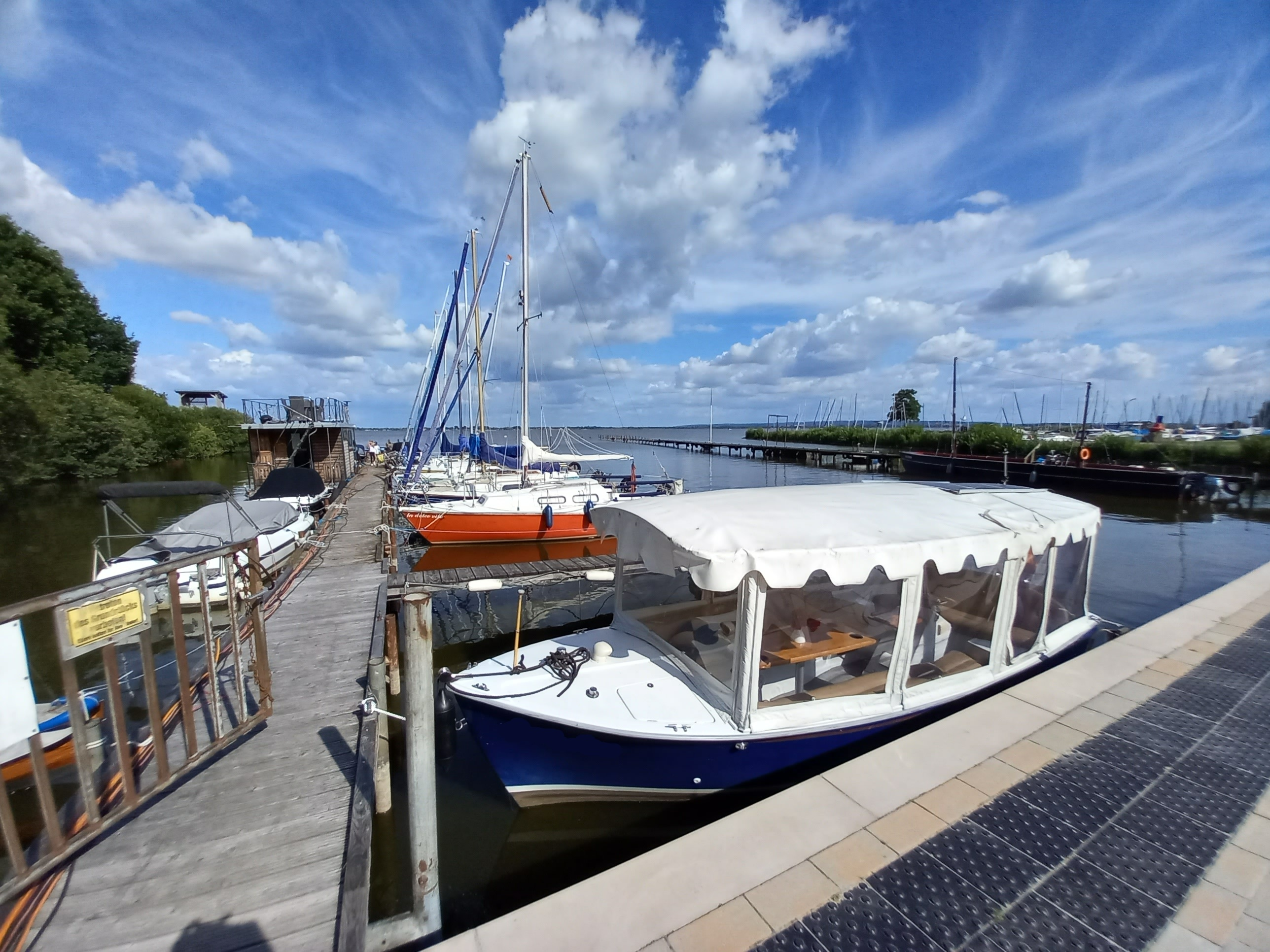
Solarboot im Olgahafen

Von November bis Ostern besteht auf dem Dümmer ein Winterbefahrensverbot für Segler und Surfer. Sofern ein Boot über einen kraftstoffbetriebenen Motor verfügt, darf dieser auf dem Dümmer grundsätzlich nicht eingesetzt werden. Der Betrieb von Solarbooten auf dem Dümmer hingegen ist gestattet.

#### Baden
Am Ostufer des Dümmers befinden sich vier Sandstrände, an denen die Möglichkeit besteht, kostenlos zu baden. Diese Strände sind kinderfreundlich, da sie ein relativ geringes Gefälle aufweisen und die Wasserqualität regelmäßig geprüft wird. Als Folge regelmäßiger Messungen gab es wegen einer zu starken Belastung des Wassers durch Blaualgen in den 2000er und 2010er Jahren mehrmals ein zeitlich begrenztes Badeverbot.

#### Angeln
An den Ufern des Dümmers besteht für Freizeitangler die Möglichkeit, außerhalb der Naturschutzgebiete und abseits der Huntemündung, wo ein generelles Angelverbot besteht, nach Erwerb eines Angelscheins zu angeln.

#### Winteraktivitäten
Sobald der See bei stabiler Kaltwetterlage zugefroren ist, kann man auf dem Dümmer Schlittschuh laufen, Eishockey spielen und eissegeln. Im Winter 2008 kamen 10.000 Menschen zu einer Eisparty auf den Dümmer.
Seit 2001 findet alljährlich Anfang Januar die Dümmer-Eiswette nach dem Vorbild der Bremer Eiswette statt.

#### „Dümmer-Kleeblatt“
Zum sogenannten „Dümmerkleeblatt“ gehören vier Bildungseinrichtungen am Dümmer, die sich der Vermittlung von Kenntnissen in den Bereichen Naturkunde, Vogelkunde und Kulturlandwirtschaftsgeschichte verpflichtet fühlen. Dabei handelt es sich um das Dümmer-Museum in Lembruch, die Naturschutzstation in Marl, die Dümmer Vogelschau in Dümmerlohausen und den Naturraum Dümmerniederung e. V. mit dem Schäferhof an der Hunte.
Das Dümmer-Museum zeigt multimediale Dauerausstellungen zu den Themen „Landschaftsentwicklung“, „Tier- und Pflanzenwelt“ und „Steinzeitliche Siedlungsplätze“. Pro Jahr veranstalten das Dümmer-Museum und die Naturschutzstation im Rahmen der Umweltbildung 70 bis 100 Exkursionen.

#### Dümmerheim
Der Landkreis Vechta betreibt in Dümmerlohausen in der Nähe des Dümmer-Westufers ein Jugend- und Freizeitzentrum, das auch unter dem Namen Dümmerheim bekannt ist und für Freizeiten, Seminare, Klassenfahrten und Veranstaltungen zur Verfügung steht. Selbstversorger können dort das Selbstversorgerhaus nutzen.

#### Kultur und Events
Vom Startpunkt Schloss Diepholz führt seit 2014 ein Skulpturenpfad mit dem Namen „Die Sicht“ zum Dümmermuseum in Lembruch. Dieser Pfad geht in den 2016 eröffneten Skulpturenpfad „SEE SICHT“ über, dessen Stationen sich in der Nähe des Dümmer-Ostufers befinden. Radfahrer und Fußgänger können entlang beider Pfade eine Vielzahl von Skulpturen betrachten.
Von 1966 bis 2023 gab es alljährlich im August auf dem Dümmer bei Hüde (und/oder Lembruch) eine Großveranstaltung unter dem Motto: „Der Dümmer brennt“. Tausende Besucher betrachteten das Feuerwerk über dem See. Im Jahr 2024 wurde der „Dümmerbrand“ durch die Veranstaltung „Der Dümmer leuchtet“ („Dümmerleuchten“) ersetzt. Entlang dem Ostufer des Dümmers im Südwesten von Lembruch wurden diverse Objekte illuminiert.

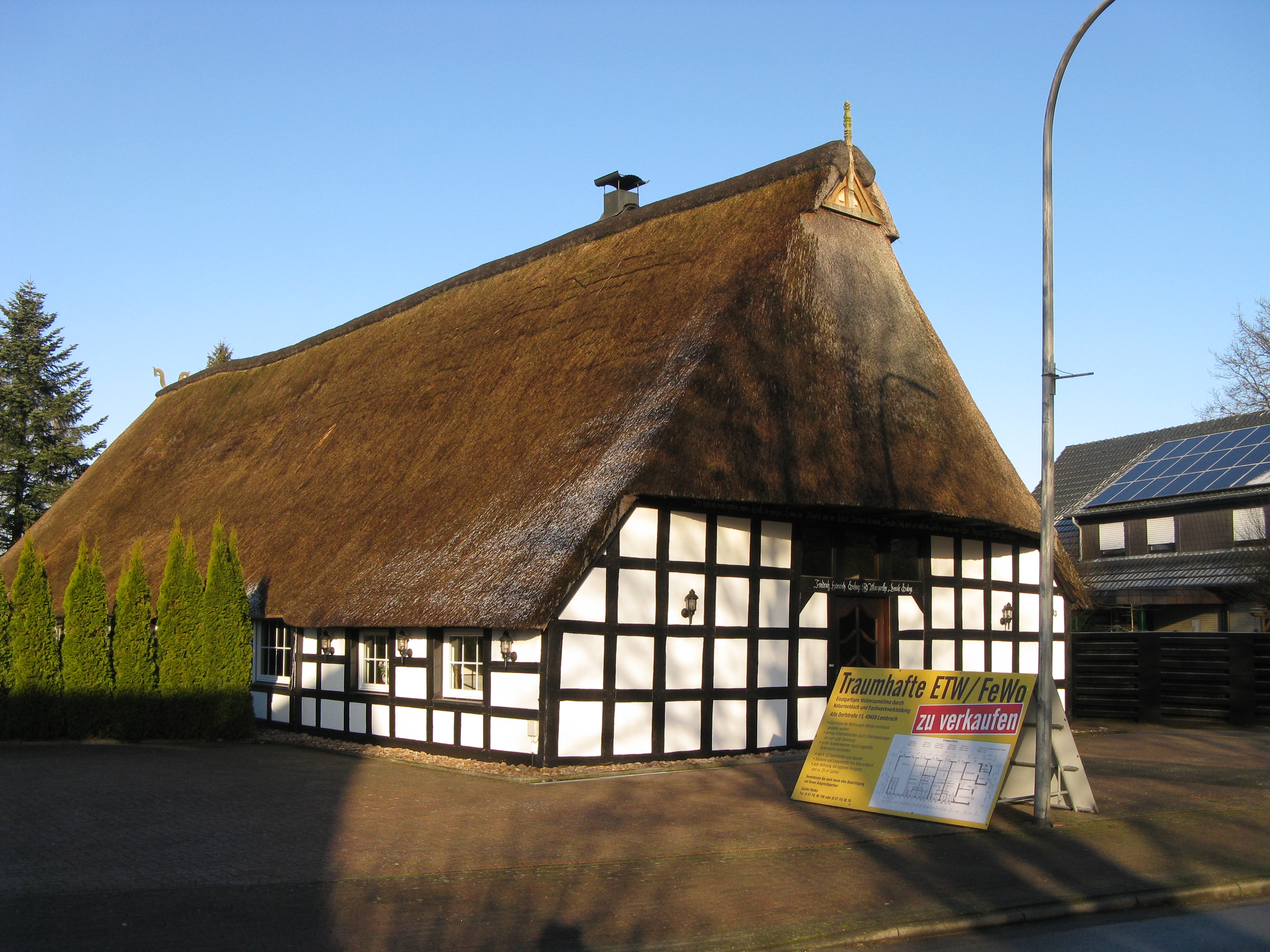
Reetgedecktes, denkmalgeschütztes Fachwerkhaus an der Alten Dorfstraße in Lembruch

#### Baudenkmale
Viele Bauwerke am Ostufer des Dümmers stehen unter Denkmalschutz: in Hüde 18, in Lembruch 8. Zusätzlich gibt es in den beiden Gemeinden Fachwerkhäuser mit Reetdach, die nicht unter Denkmalschutz stehen. Solche Bauwerke befinden sich gehäuft im Süden der Gemeinde Hüde, nahe der Südostecke des Dümmers.

#### Ferienhäuser und -apartments

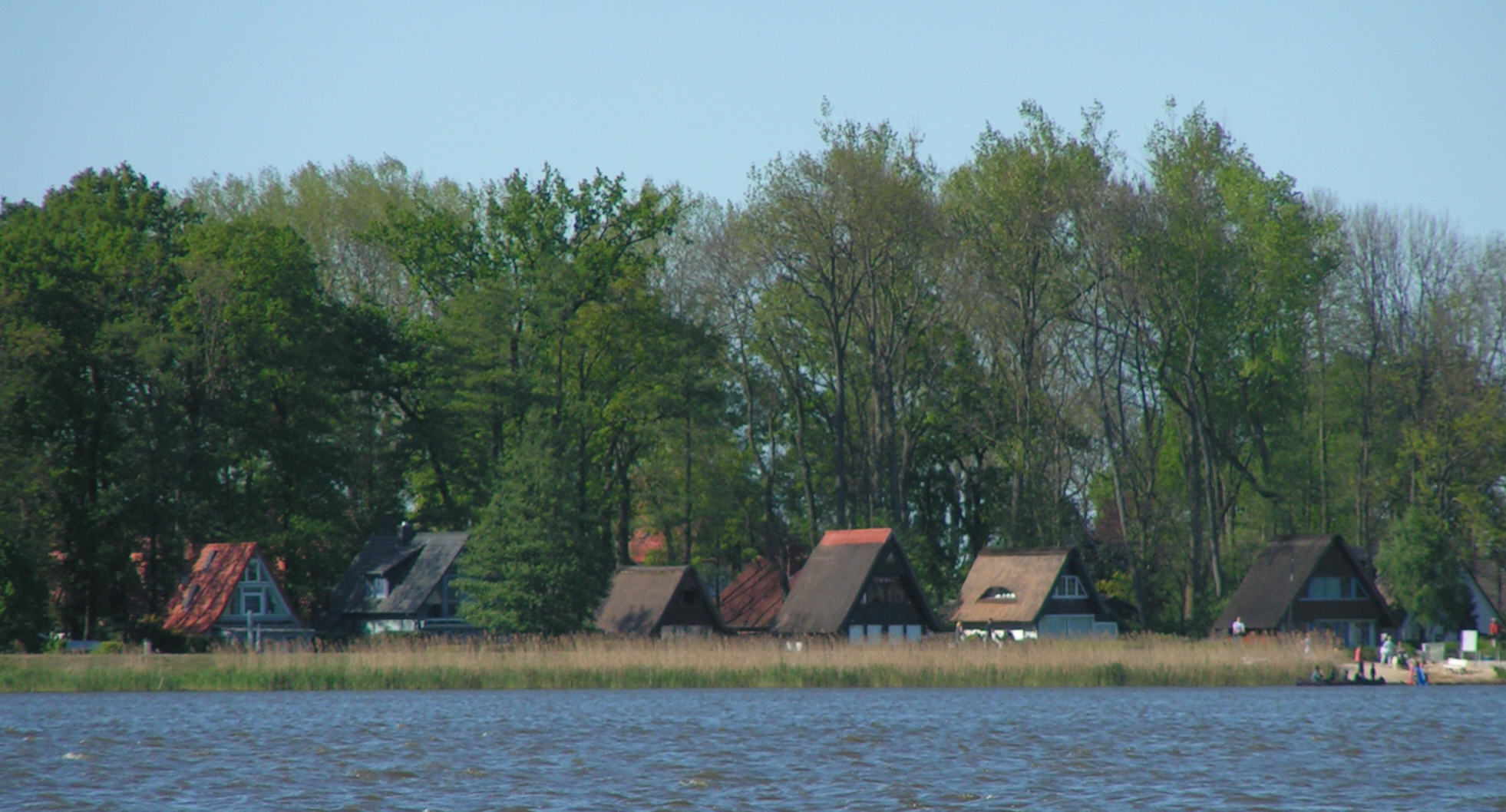
Wochenend- und Ferienhaussiedlung „Eickhöpen“ am Nordufer

Am Nordufer und am Ostufer des Dümmers befinden sich seit Längerem kleine Siedlungen mit Ferienhäusern.
Südlich des Ortskerns von Lembruch entsteht auf dem Gelände des ehemaligen Schoddenhofs auf einer Fläche von 18 Hektar der „Marissa-Park“, eine Ferienparkanlage mit 476 „Ferieneinheiten“ (d. h. Ferienhäusern und -apartments). Die Objekte werden gemeinsam von Landal GreenParks und Novasol vermarktet, die beide zur Firmengruppe Platinum Equity gehören. Mit der Fertigstellung aller Anlagen wird zum 4. Quartal 2022 gerechnet. Der Betreiber der Anlage wirbt damit, dass diese „skandinavisches Design“ mit „Resort-Charakter“ verbinde.
Im August 2019 wurden die ersten Wohnungen vermietet. Der Ferienpark war 2019 das größte niedersächsische Tourismusprojekt. Durch die neue Anlage sollen zusätzlich zu den bisherigen Besuchern des Dümmers in den angrenzenden niedersächsischen Landkreisen, in Bremen und dem nordöstlichen Westfalen Gäste aus dem Rhein-Ruhr-Gebiet, aus entfernter gelegenen Teilen Norddeutschlands, aber auch aus dem benachbarten Ausland und aus skandinavischen Ländern für einen Aufenthalt am Dümmer geworben werden.
Bernd Averbeck, Vorsitzender des NABU Dümmer, kritisierte 2019 das Projekt „Marissa-Park“ scharf: Der Druck auf geschützte Flächen werde zunehmen. Wassersportler könnten die Vögel vertreiben, Wanderer in die Brut- und Rastgebiete eindringen. Die Landschaft werde „völlig entwertet“. Die „riesige Anlage“ mit vierstöckigen Gebäuden sehe außerdem hässlich aus. Es sei fraglich, ob wirklich die erwarteten Massen an Touristen an den Dümmer kommen. Averbeck verweist auf gescheiterte touristische Investitionen in der Vergangenheit und auf Leerstände. Wer sich wirklich für Natur interessiere, wolle eher nicht „in ein solches Ghetto ziehen“. Holger Buschmann, Vorsitzender des NABU Niedersachsen, erklärte im November 2018, es sei nicht die Absicht des NABU, die touristischen Entwicklungen am Dümmer zu blockieren, das Gegenteil sei der Fall. Das „rechte Maß“ werde erst durch den Antrag auf Genehmigung des Kitesurfens auf dem Dümmer aufgegeben.
Im Jahr 2021 erlebte die Gemeinde Lembruch trotz der Einschränkungen wegen der COVID-19-Pandemie einen „unerwarteten“ Boom bei den Bettenbelegungen, zu dem der Marissa Ferienpark maßgeblich beitrug.

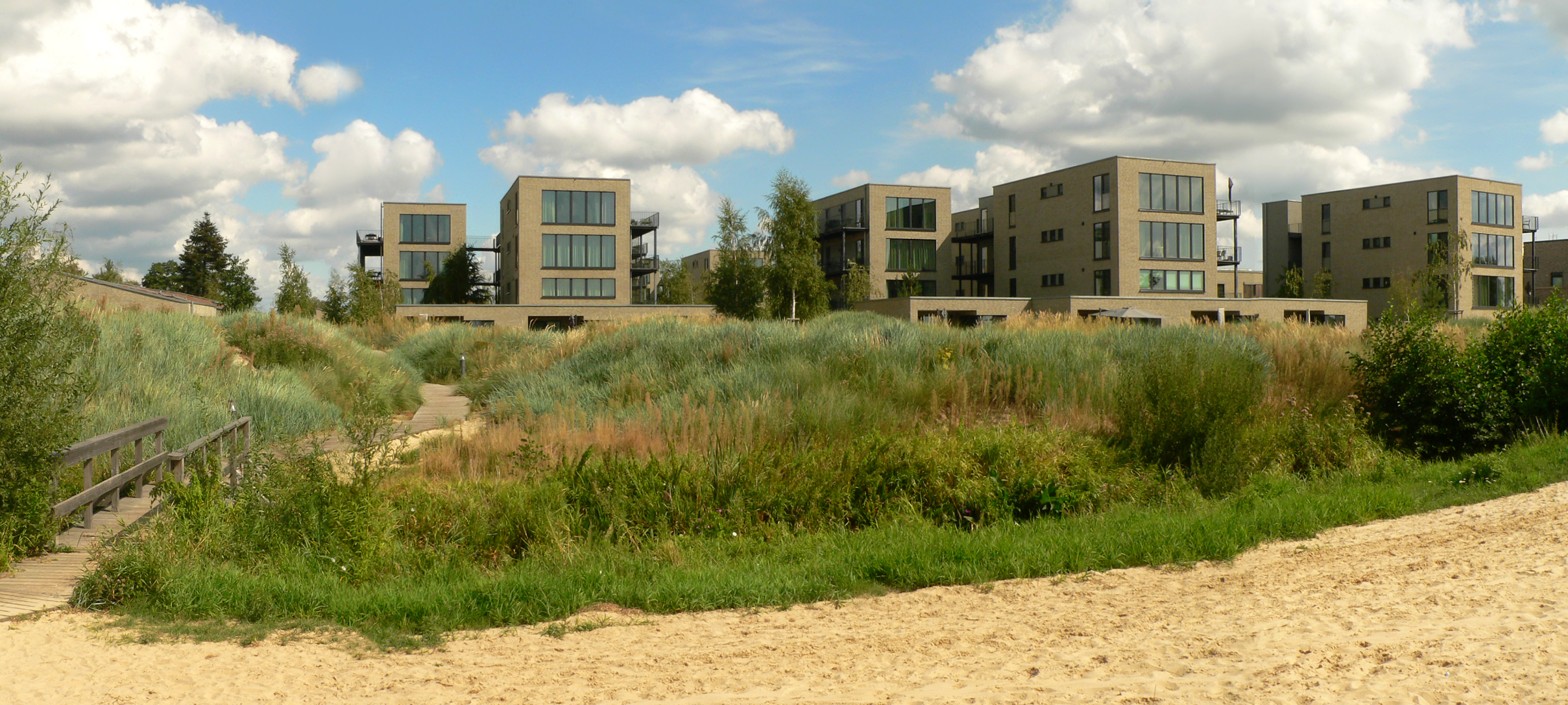
Ferienwohnungen des Marissa-Parks mit Sandstrand am Ostufer des Dümmers
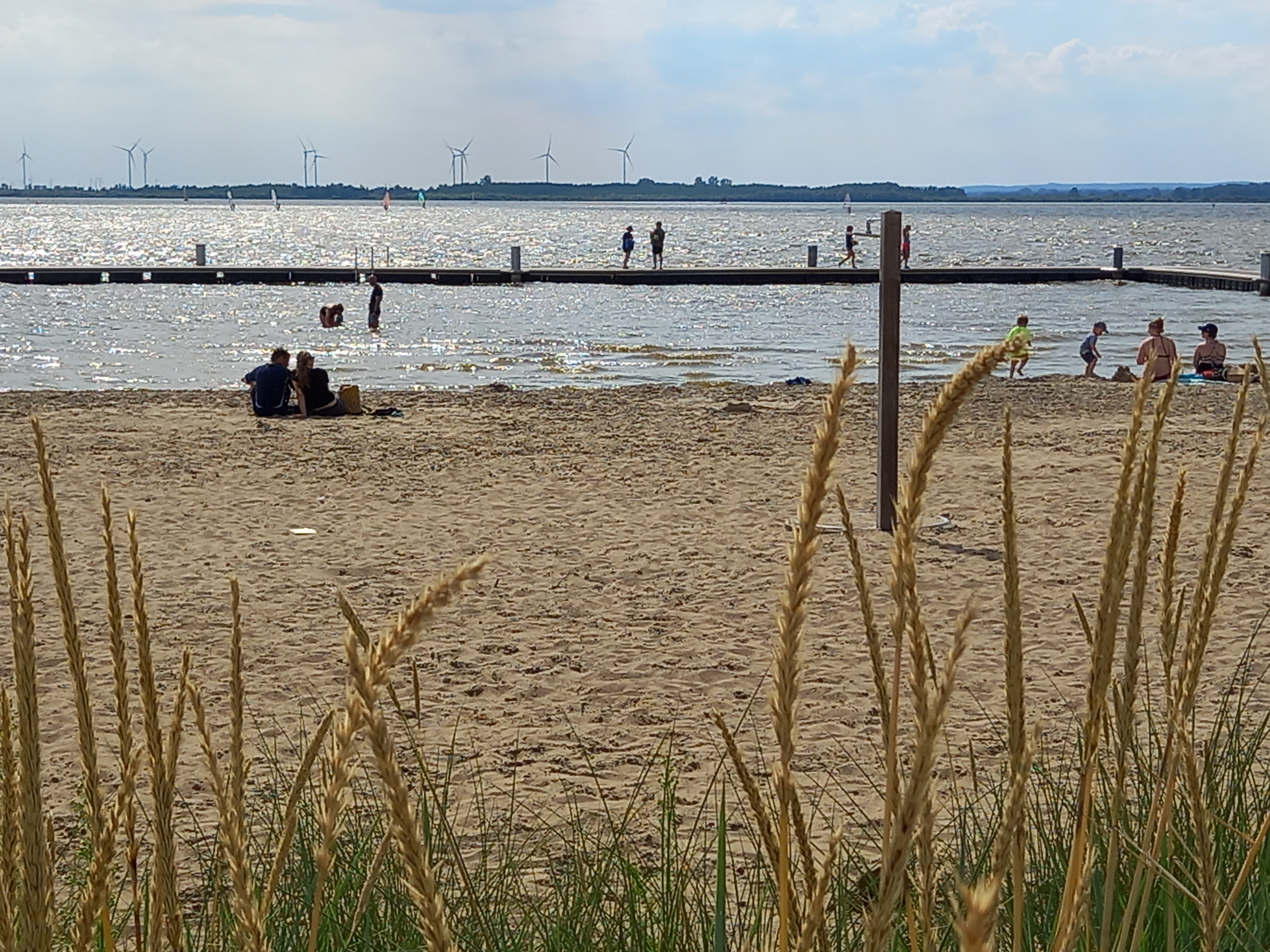
Blick in die Gegenrichtung über den Strand und den Bootsanlager der Anlage
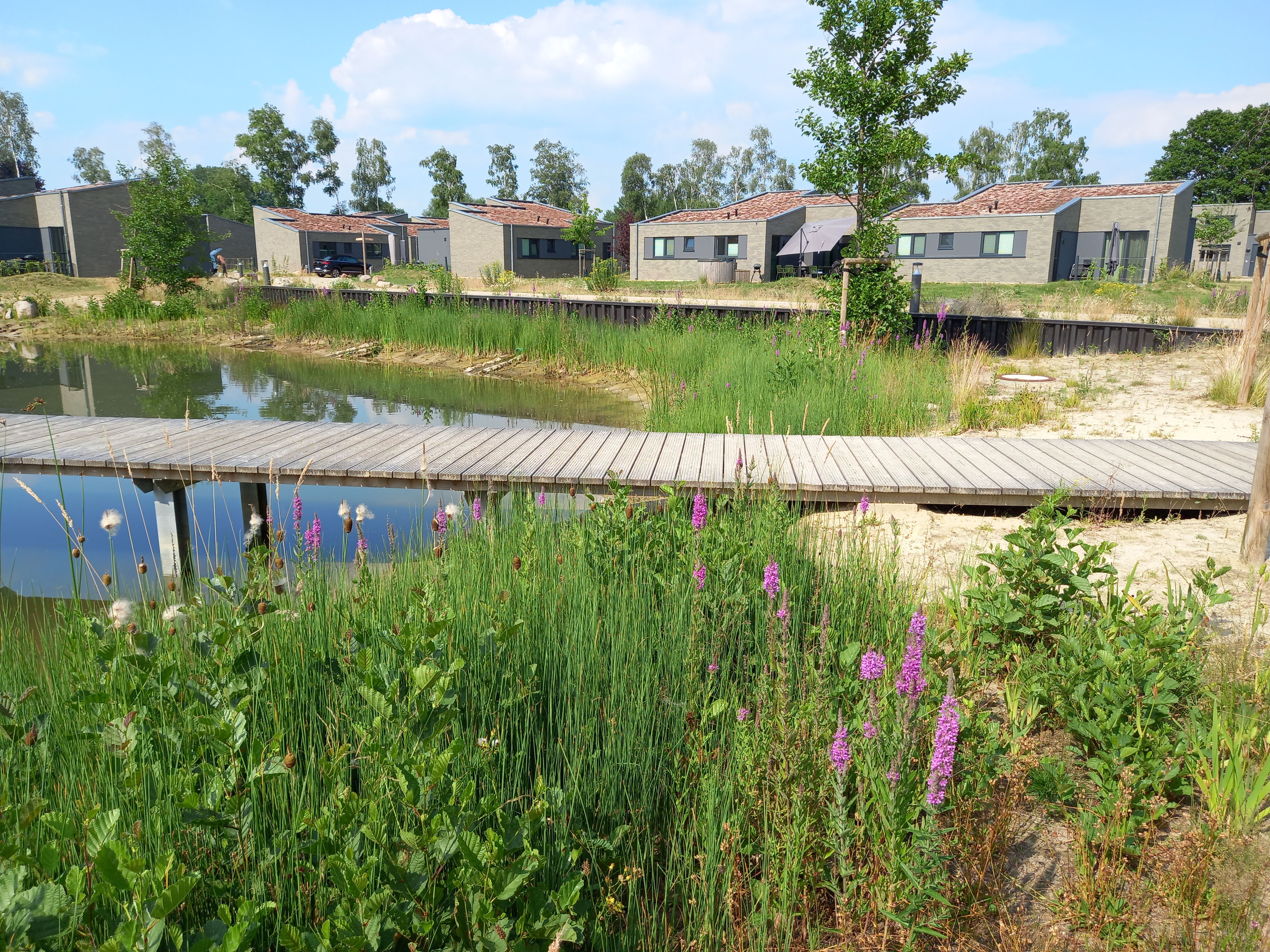
Teich der Ferienanlage im Frühsommer 2023

## Schutzgebiete

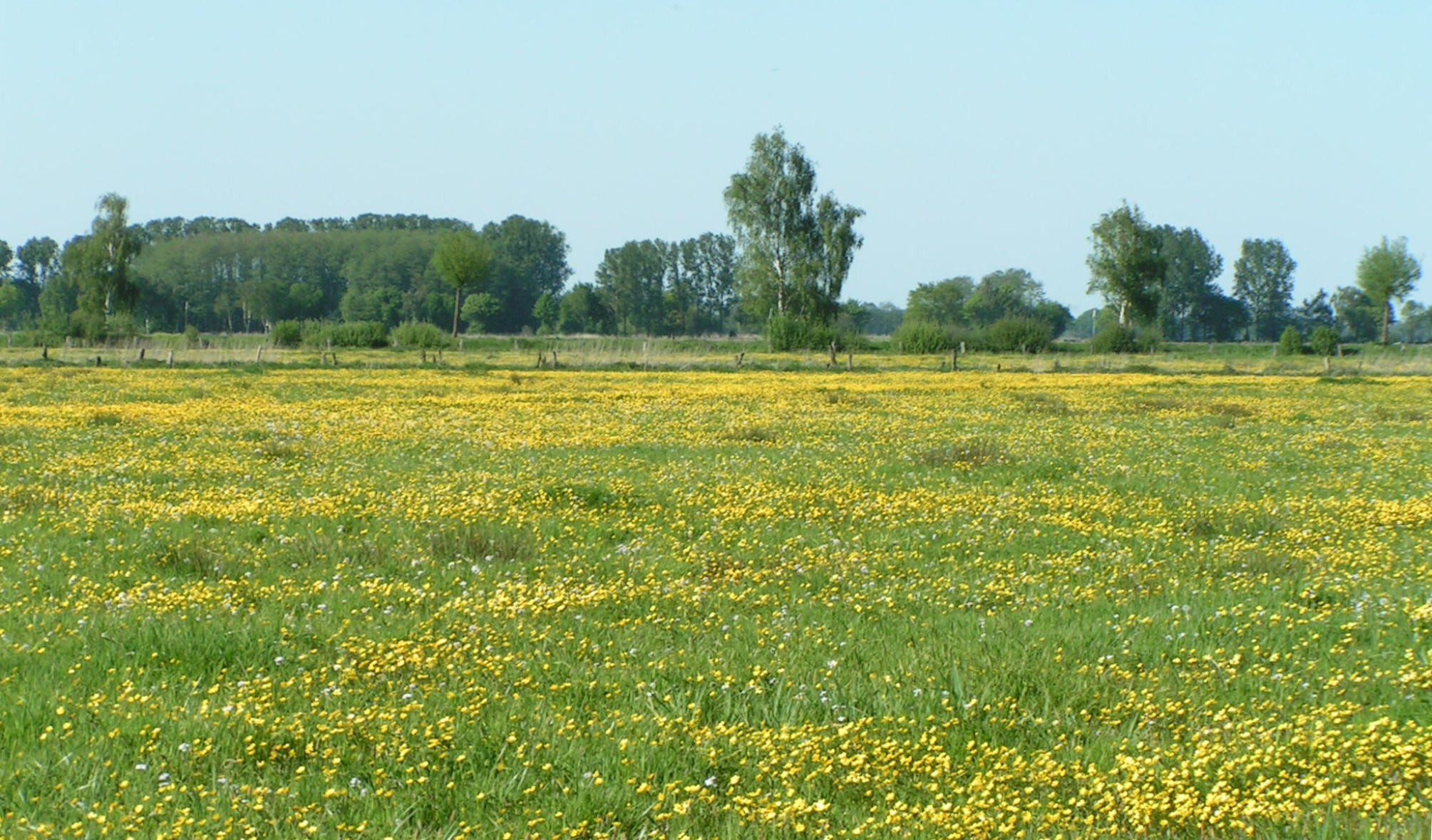
Feuchtwiese in der Nähe des Westufers

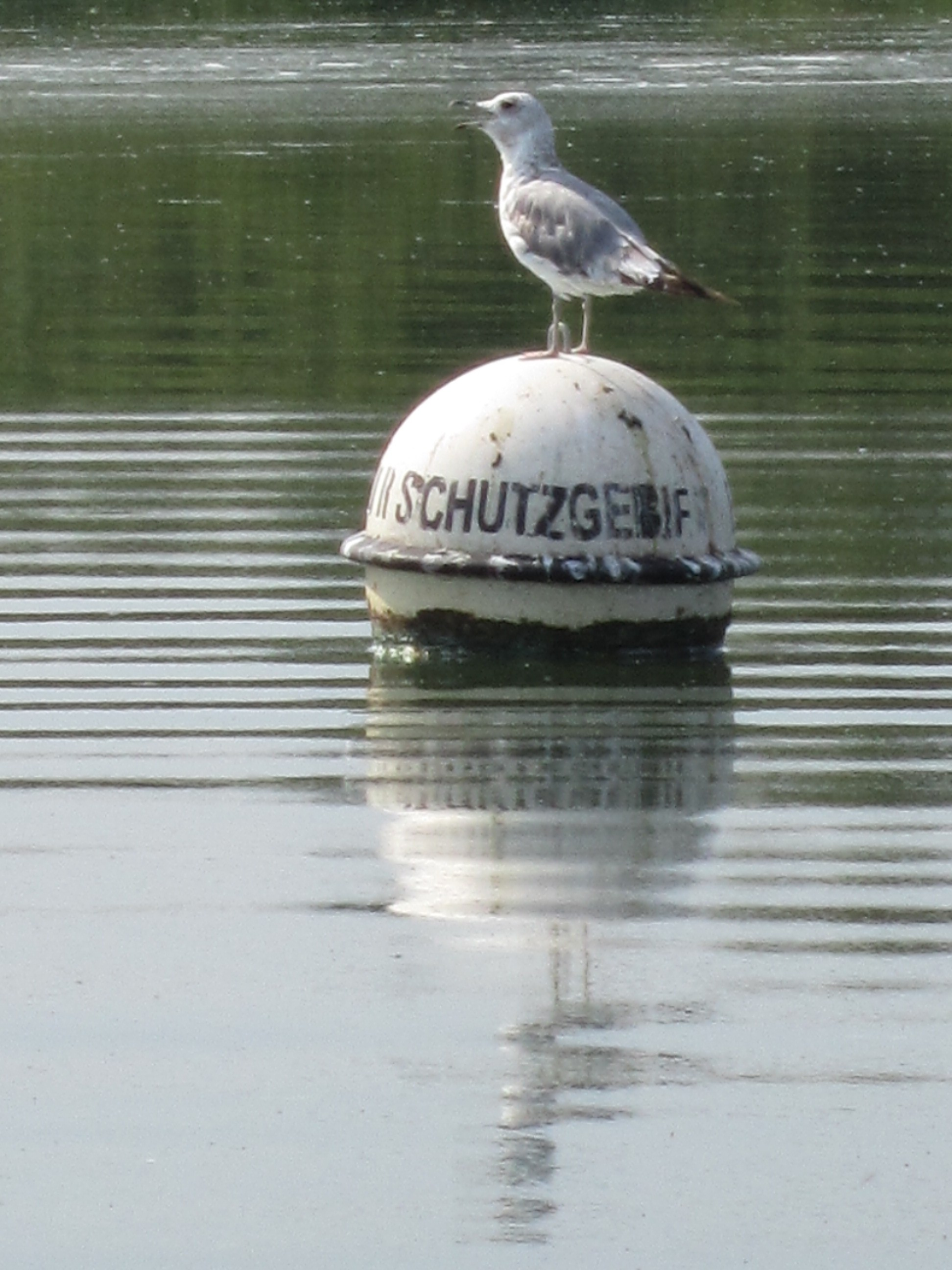
Beginn der Schutzzone in der Nordwestecke des Dümmers

Aufgrund der Bedeutung für den Arten-, Natur- und Landschaftsschutz sind sowohl der Dümmer als auch seine Umgebung durch verschiedene Instrumente geschützt.

### Naturschutzgebiete
Bereiche um den Dümmer sind durch fünf Naturschutzgebiete geschützt. Das West- und das Südufer des Dümmers und ein Landstreifen dahinter liegen seit 17. Dezember 1961 im Naturschutzgebiet Dümmer. Ein Streifen am Ostufer zwischen Hüde und Lembruch ist seit 2. September 1971 unter Naturschutz gestellt (Name des Naturschutzgebiets: Hohe Sieben). Die Zone zusammenhängender Naturschutzgebiete wird um Gebiete beiderseits der Hunte südlich und nördlich des Dümmers ergänzt (um die Naturschutzgebiete Westliche Dümmerniederung seit 20. Dezember 2007, Ochsenmoor seit 16. Februar 1995 und Huntebruch und Huntebruchwiesen seit 15. November 2007). Im Interesse des Naturschutzes ist der Randrundweg um den Dümmer im Bereich der oberen Hunteüberquerung deutlich nach Süden verschwenkt.

### Landschaftsschutzgebiet
Am 2. April 2015 wurden Flächen zum Landschaftsschutzgebiet erklärt, die bislang noch keinen Schutzstatus hatten.

### Fauna-Flora-Habitat-Gebiet
Das FFH-Gebiet Dümmer mit der Gebietsnummer 3415-301 hat eine Fläche von 2965 ha. Es ist ein großer Flachsee mit ausgedehnten naturnahen Verlandungszonen auf Niedermoor (u. a. Unterwasser-, Schwimmblatt- und Röhrichtvegetation, Röhrichte, Hochstaudenfluren, Seggenriede, Erlen-Eschenwald, Erlenbruchwald, Feuchtgrünland).
Geschützt werden die Lebensraumtypen:
- natürliche eutrophe Seen mit einer Vegetation des Magnopotamions oder Hydrocharitions
- Flüsse der planaren bis montanen Stufe mit Vegetation des Ranunculion fluitantis und des Callitricho-Batrachion
- feuchte Hochstaudenfluren der planaren und montanen bis alpinen Stufe
- magere Flachland-Mähwiesen (Wiesen-Fuchsschwanz, Großer Wiesenknopf)
- Übergangs- und Schwingrasenmoore
- Auenwälder mit Schwarz-Erle und Gemeine Esche (Alno-Padion, Alnion incanae, Salicion albae)

Geschützt werden die Anhang-II-Arten: Steinbeißer (Fisch), Schlammpeitzger, Fischotter, Kriechender Sellerie
Geschützt werden die Anhang-IV-Arten: Moorfrosch, Trauben-Trespe, Gewöhnliches Fleischfarbenes Knabenkraut, Gewöhnliches Breitblättriges Knabenkraut, Sumpf-Platterbse

### Vogelschutzgebiet

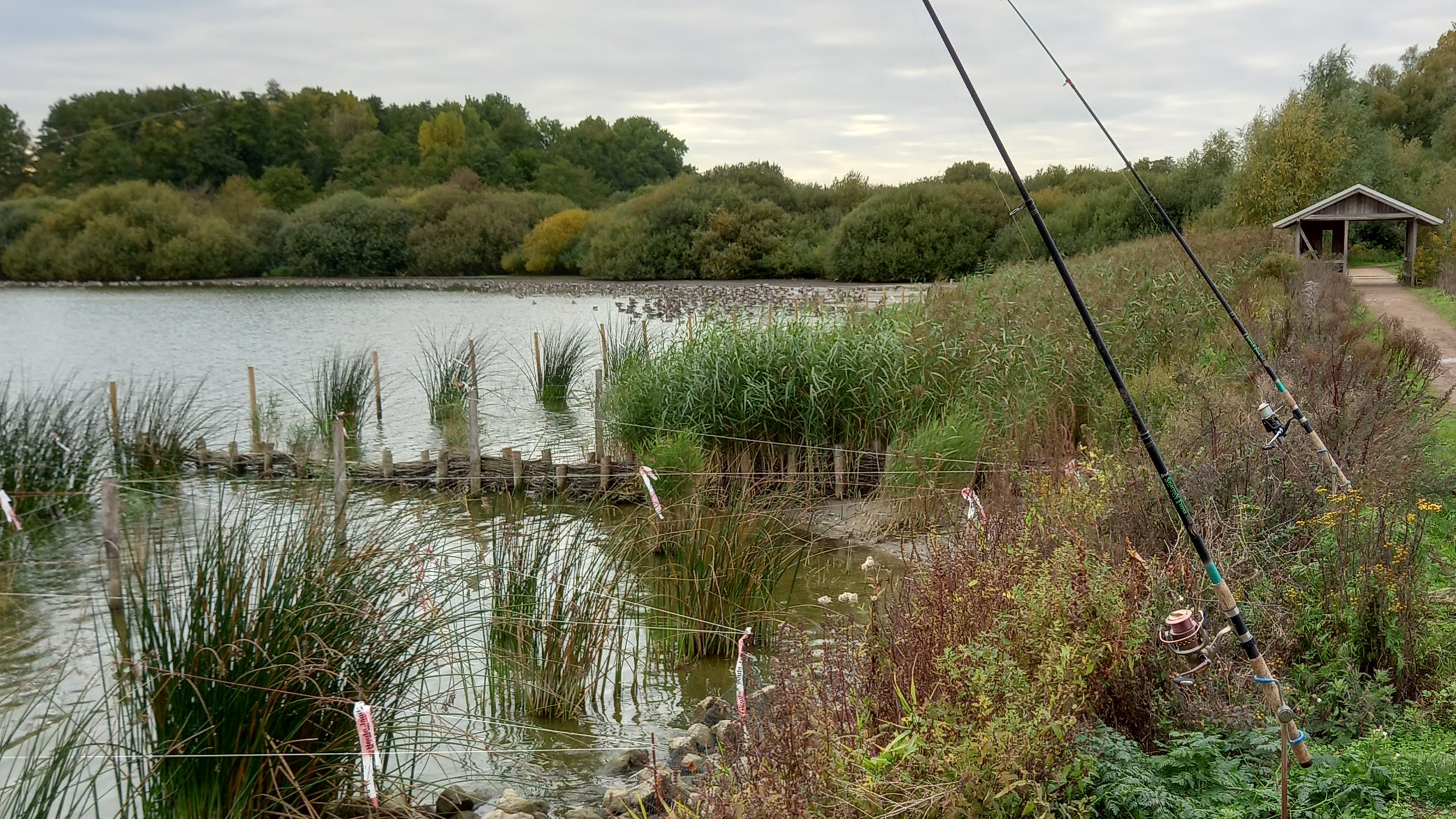
Rastende Gänse am Westufer des Dümmers im Herbst

Das Vogelschutzgebiet Dümmer mit der Gebietsnummer 3415-401 hat eine Fläche von 4630 ha. Es ist ein eutropher, eingedeichter Flachwassersee, Hauptzufluss ist die Hunte. Im Verlandungsbereich großflächig ausgebildete Röhrichte. Binnendeichs ausgedehnte Feuchtwiesenkomplexe im ehemaligen Überflutungsraum, zum Teil großflächig wiedervernässt. Für den Vogelschutz ist das Feuchtgebiet von internationaler Bedeutung, größtes Rast- und Überwinterungsgebiet im niedersächsischen Binnenland für Entenvögel, Gänsesäger, Kiebitz, Kornweihe. National bedeutendes Brutgebiet für Vogelgemeinschaften der Feuchtwiesen, Röhrichten, Verlandungszonen.

## Verkehrsanbindung
Der Dümmer ist von der Bundesautobahn 1 (Anschlussstelle Holdorf) kommend erst auf der Bundesstraße 214 ostwärts bis Diepholz und dann noch wenige Kilometer nach Süden fahrend auf der östlich den See passierenden Bundesstraße 51 erreichbar. Der nächste Personenbahnhof liegt südöstlich des Sees am Westrand von Lemförde, fünf Straßenkilometer entfernt. Er wird von Regionalexpressen auf dem Abschnitt Bremen–Osnabrück der Bahnstrecke Wanne-Eickel–Hamburg befahren.